# Lutin
Vous lisez un « article de qualité » labellisé en 2011.
Pour le laboratoire, voir Laboratoire des usages en technologies d'information numérique.
Le lutin est une créature humanoïde nocturne de petite taille, issue au sens strict du folklore et des croyances populaires de certaines régions françaises comme le Berry, la Normandie et la Picardie. Les Ardennes et la Wallonie connaissent un génie domestique très proche sous le nom de nuton. En Bretagne, les korrigans et fions sont assimilés à des lutins, tandis que dans les Alpes, le nom de servan est employé. Probablement inspiré des divinités du foyer et de « petits dieux » païens tels que les sylvains, les satyres et les Pénates, son nom dérive de l'influence linguistique du dieu romain Neptune ou du celte Nuada, tous deux liés à l'eau. L'influence des croyances envers les revenants peut expliquer une partie de ses caractéristiques. Dès le Moyen Âge, il apparaît dans les récits et les chroniques déjà doté de particularités qui restent connues à notre époque. Les paysans se transmettent des siècles durant les rites visant à s'attirer ses bonnes grâces, ou au contraire à le chasser.
En plus de sa taille réduite, le lutin est réputé pour son espièglerie, son don de métamorphose et d'invisibilité, son côté facétieux bienfaisant ou malfaisant, son obsession pour les femmes à l'origine du mot « lutiner », sa susceptibilité, et surtout son habitude de s'occuper des foyers humains, en particulier des écuries. Les croyances évoluent en englobant de nouvelles créatures au fil du temps, puis elles gagnent l'Amérique du Nord avec les colons français. Elles rejoignent un archétype, le « fripon », et permettent à Carl Gustav Jung de définir l'enfant intérieur comme la part enfantine de chaque être humain.
La confusion entre le lutin, le nain des pays germaniques et l'elfe des pays scandinaves est fréquente depuis le Xe siècle en Europe de l'Ouest, le mot « lutin » étant spécifique aux langues romanes, et surtout à la France. Des centaines de petites créatures aux noms différents peuvent être désignées comme des « lutins », désormais un terme générique pour le petit peuple masculin en France. Après une période de fort recul des croyances et traditions au XXe siècle, La Grande Encyclopédie des lutins de Pierre Dubois marque les débuts d'un regain d’intérêt et d'une abondante production littéraire et artistique à leur sujet. Le lutin est désormais vu comme un personnage de la fantasy, et comme l'assistant du père Noël.
Le roi des lutins est connu sous le nom de Séraphin, personnage légendaire de la mythologie comtadine, les métiers de lutin sont appelée "lutinerie", avec les lutins alpin, constructeur, à hélice, dresseurs et les lutins sarrazins.

## Étymologie et terminologie
Le mot « lutin » (prononcé [ly.tɛ̃] ), tout comme ses nombreuses variantes dans l’aire francophone, relève d’une origine qui suscite encore la controverse parmi les philologues.

### Attestations
Ne grant serpenz volanz, hisdous, Noituns ne monstres perillous...
Les premières attestations du mot remontent au XIe siècle, notamment « nuitum » dans un laaz de Rachi, rabbin champenois, qui l'emploie dans son commentaire sur le Talmud. Vers 1150, neitun (« monstre marin »), qui semble être une forme reconstituée par l'éditeur, apparaît dans le Roman de Thèbes. Entre 1171 et 1181, Chrétien de Troyes emploie le mot netun dans Yvain ou le Chevalier au Lion. On retrouve le « nuiton » chez Benoît de Sainte-Maure, une forme sans doute issue de l'influence du mot « nuit » et, dès 1176 à 1181, la forme « luitun » chez Wace, dans le Roman de Rou, probablement par attraction avec le verbe « lutter ». La forme luiton est employée dans Perceforest. D'après le phlologue et linguiste suisse Walther von Wartburg, « l'ancien français écrivait d'abord netun, puis nuiton (d'après nuit), puis luiton, luton (d'après luiter, forme ancienne de lutter), et enfin lutin qui d'ordinaire, au Moyen Âge, désigne un génie malfaisant »,.
Émile Littré décrit le luitin, ou lutin, comme une « espèce de démon de nature plutôt malicieuse que méchante qui vient tourmenter les hommes », précisant que luiton et nuiton, issus du vieux français, seraient employés jusqu'au XVIIe siècle.
En wallon, le mot poursuit une évolution parallèle, les formes dialectales « lûton » (la plus rare, signalée entre autres à Huy, Durbuy et Ellezelles) et « nûton » (la plus courante, signalée dans tout le pays de Namur) mènent au terme moderne nuton,.

### Théories

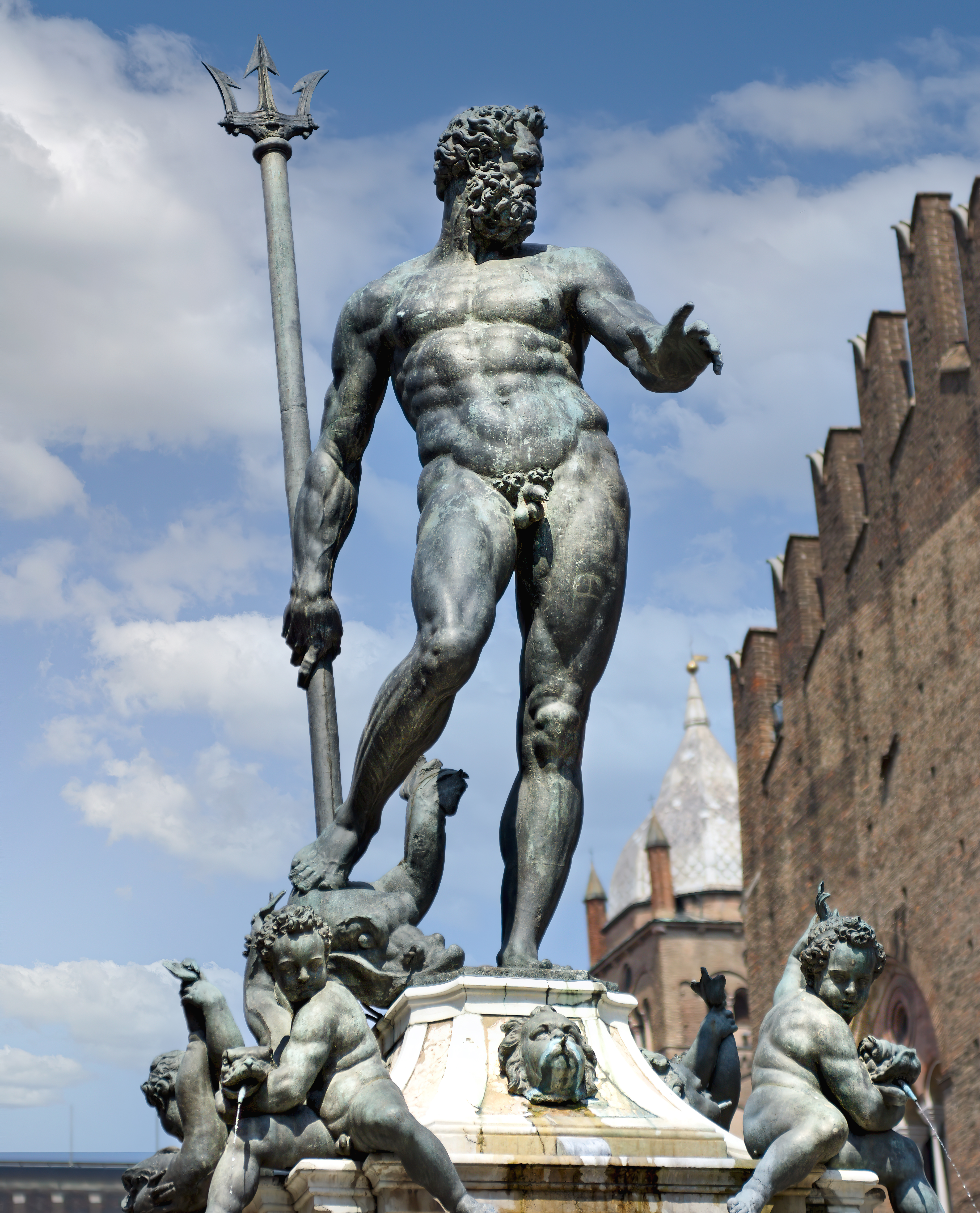
Selon la théorie la plus répandue, le dieu Neptune est à l'origine étymologique du lutin.

D'après l'hypothèse de von Wartburg, encore largement acceptée, tous les noms communs anciens du lutin sont issus du dieu latin de la mer Neptunus, déchu de son ancienne fonction divine par la christianisation, et devenu un démon païen des eaux lui-même à l'origine des petites créatures aquatiques maléfiques nommées « neptuni »,. Cette perception est peut-être issue du judaïsme à l'origine. Un sermon en latin tardif d'Éloi de Noyon, au VIIe siècle, cite Neptunus parmi les démons auxquels il est interdit de rendre un culte, attestant de sa persistance dans les croyances ou superstitions,. Cette étymologie est jugée « indiscutable » par de nombreux philologues, d'autant qu'elle explique le lien fréquent entre le lutin, le monde marin, et les chevaux, deux des attributs du dieu Neptune.
Citant des traditions médiévales qui comparent le netun/luiton au saumon ou à un pêcheur, Claude Sterckx et Jean Markale placent le dieu celte des eaux Nudd (ou Nuada, Noddens, Nutt) à l'origine de cette étymologie, ajoutant que Neptunus n'est qu'une interpretatio romana. Claude Lecouteux, qui un temps a défendu la première hypothèse en estimant que le lutin connaît une trop vaste diffusion pour être une simple « importation celtique », s'est plus tard appuyé sur la thèse d'Anne Martineau, qui juge la l'étymologie celte plus probable, pour suggérer que les mots Neptunus et luiton avaient une origine et un sens différents avant de se rejoindre dans le mot « lutin ». Le premier serait un génie domestique, le second un démon aquatique issu de Nuada ou d'un autre dieu pan-indo-européen. Ceci expliquerait la coexistence des deux termes au XIIIe siècle, et le fait que les lutins du cycle arthurien aient peu de rapports avec l'eau, alors qu'on observe l'inverse dans la littérature épique et les autres romans.
Pierre Dubois cite bon nombre d'anciennes hypothèses linguistiques plus ou moins sérieuses, liées au mot « nuit », à l'anglais « little » qui signifie « petit », au hutin qui désigne un querelleur, voire à l'utinet, un marteau de tonnelier. Collin de Plancy voyait en son temps le mot « lutte » à l'origine du lutin. Pierre Dubois ajoute, non sans humour, que selon Petrus Barbygère, les lutins descendent du petit roi bretteur Lutt.

### Terminologie et champ sémantique

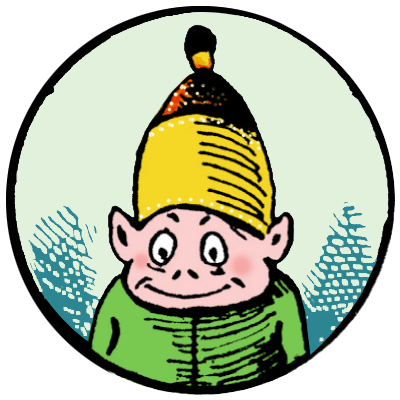
Nains, gnomes et lutins, très proches dans leurs descriptions et leurs rôles, sont fréquemment confondus.

Claude Lecouteux regrette l'absence d'une définition du champ sémantique des lutins, ce qui provoque de très nombreuses idées fausses à leur sujet, et une perte dans la compréhension des traditions et des mythes qui leur sont liés. Dans la famille des lutins et des nains peuvent être regroupés un très grand nombre de petits êtres, issus de différentes traditions dans des régions du monde variées, tels que les farfadets, servans, sottais, kobolds, nutons, matagots, gripets, korrigans ou nisses. Le lutin joue un rôle similaire aux « esprits du foyer » des pays anglo-saxons, la traduction du mot en anglais peut d'ailleurs donner brownie, elfe, fée, gnome, gobelin, hobgoblin, leprechaun, pixie, ou encore Puck... Depuis le Moyen Âge, les lutins sont également nommés des « follets », soit « petits fous », en raison de leurs sautes d'humeur. 
Ils sont perçus comme des êtres masculins, sous des noms qui peuvent varier en « lubins », « lupins », « letiens », « luitons », « luprons » et « ludions », mais des « lutines » et « lupronnes » sont signalées. Ils sont à l'origine du verbe « lutiner », qui signifie « taquiner » et « tourmenter » dans le vocabulaire galant, et en Wallonie, donnent naissance à l'expression populaire « être pris du lûton », soit « être ensorcelé ». Le dictionnaire de Furetière signale enfin d'anciennes expressions désormais inusitées : un enfant « acariâtre et méchant » était nommé « petit lutin », et un « vieillard scélérat », « vieux lutin », à la fin du XVIIe siècle.

## Origine et transformations linguistiques
Les lutins [...] lutinent, taquinent, turlupinent, encoquinent, se faufilent, intriguent, se métamorphosent, grouillent, pincent, s'esclaffent, enfourchent et chevauchent des espèces voisines; s'éparpillent sous différentes identités, émigrent, prolifèrent, disparaissent dans un trou... et réapparaissent par un autre en cent dissemblables exemplaires.

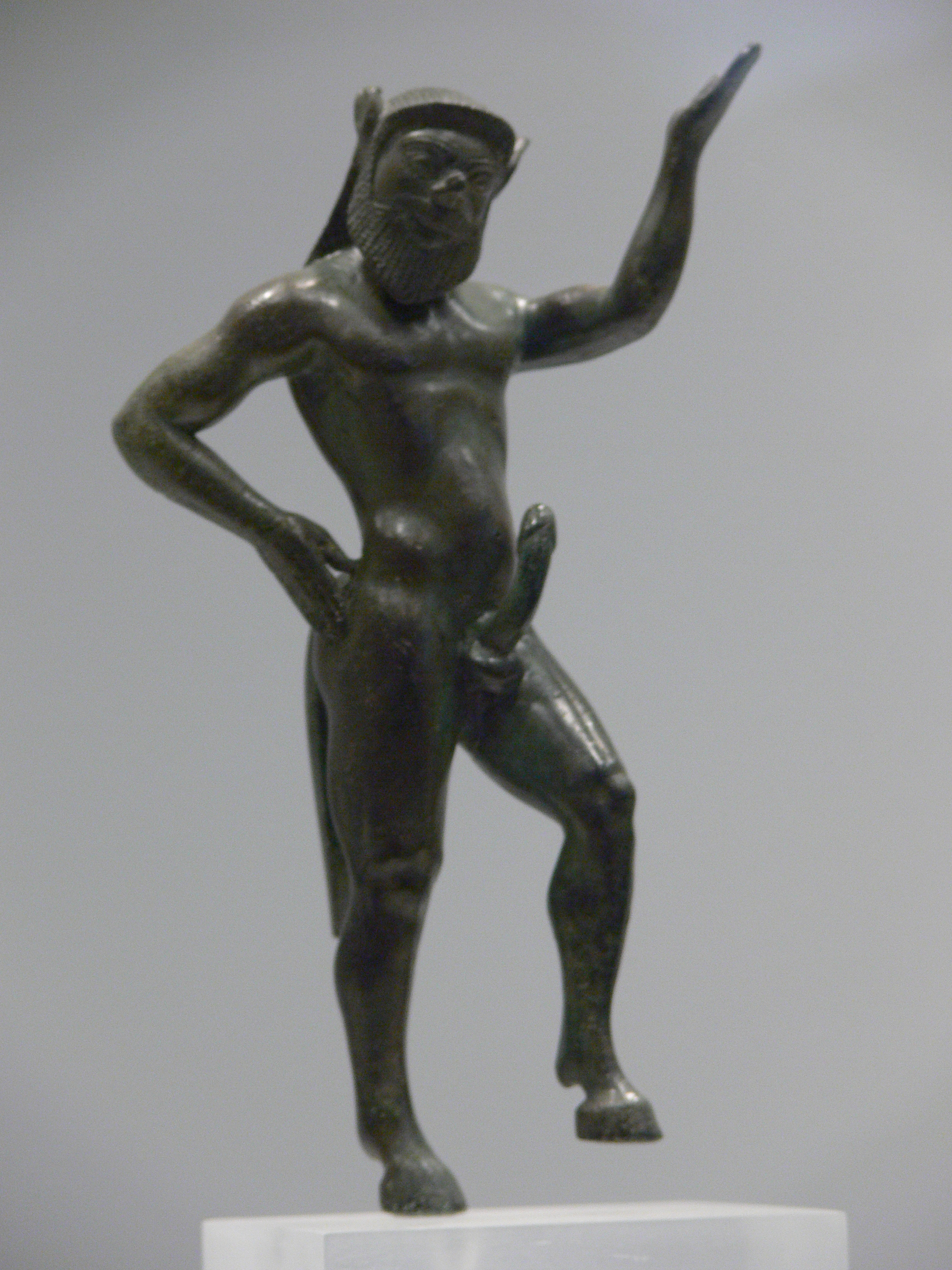
Le satyre (ici, une sculpture exposée au musée archéologique d'Athènes), pourrait être en partie à l'origine des lutins.

L'origine des lutins est intimement liée à la croyance envers les génies de la maison, situés dans « l’espace intermédiaire entre la civilisation des hommes, l’élément sauvage et le monde surnaturel ». Dans les contes populaires « qu'on les nomme lutins, nains, korrigans, génies, trolls ou encore gnomes, ils appartiennent à la vaste catégorie des divinités de la Nature dont ils incarnent l’âme ». Les lutins sont influencés par le christianisme, et par un amalgame avec les croyances liées aux revenants.

### Christianisation des petits dieux païens
Les anciennes croyances celtiques, gallo-romaines et latines comptent un abondant panthéon de « grandes » divinités, telles Zeus, Lug ou encore Neptune, et de « petites » divinités, qui gèrent les rapports entre l'humain, son foyer, les forces surnaturelles et la nature. Claude Lecouteux cite notamment le dusius gallo-romain, « dieu du lucus devenu un génie tutélaire », le dieu des forêts Sylvanus (et ses sylvains), les satyres (dont le côté lubrique se retrouve dans certaines créatures du petit peuple). Pierre Dubois et d'autres spécialistes ajoutent leur équivalent romain les faunes, Faunus, Pan, les Pénates, les Lares, ou encore les genii catabuli, « génies de l'écurie »,. Dans les foyers romains, par exemple, il est d'usage de se référer au Lare, le « dieu de la maison », en toute occasion.
L'évangélisation progressive des populations provoque de grands bouleversements dans le panthéon, les autorités chrétiennes interdisant d'abord le culte des « grandes » divinités païennes, tandis que des églises et des chapelles sont bâties sur l'emplacement des temples païens. Mais les « petits dieux » du foyer, proches des préoccupations quotidiennes du peuple (avoir des récoltes abondantes, des animaux en bonne santé, une maison bien tenue, etc.), ne s'effacent pas totalement dans les campagnes en raison de l'attachement profond des paysans envers eux. Les cultes deviennent clandestins, secrets, les noms se transforment, les caractéristiques des petites divinités sont transférées dans d'autres créatures issues de Neptune ou du dieu celte Nudd, qui sont les ancêtres des lutins.
Pour Anne Martineau, « Nudd ou Neptunus qu'il soit, finalement, qu'importe : les deux étymologies s'accordent sur le fait que le lutin est une ancienne créature des eaux ». Claude Sterckx ajoute qu'« ils sont vraisemblablement tombés bien bas par rapport à ce que devait être leur prototype pré-chrétien ».

### Croyances mortuaires
Ce n'est qu'aux lutins de luicter les morts.
Claude Lecouteux défend depuis de nombreuses années une thèse selon laquelle une partie des caractéristiques des lutins et des nains sont issues de croyances relatives à la mort, aux revenants et au double, ce qui explique qu'ils soient peu bavards, qu'ils détestent être vus et que leur habitat soit souvent localisé sous terre. Le royaume des lutins et des nains, si souvent évoqué, serait donc celui des morts. Un indice se trouve dans cette croyance du Finistère, collectée par Paul Sébillot, selon laquelle « quelques-uns des lutins sont d'anciens valets de ferme qui, ayant négligé les chevaux qui leur étaient confiés, sont condamnés à venir les soigner après leur mort »,. Le lutin serait alors perçu comme un « génie domestique qui tente d'obtenir le salut par son travail acharné ». Or, dans toutes les croyances, les ancêtres morts qui se manifestent à leur famille et leurs connaissances peuvent se montrer dangereux. Un autre indice est la présence du « crieur », en allemand « schrat », dont « le folklore français a conservé le souvenir de personnages, tour à tour esprits, nains, lutins et revenants, dont la principale caractéristique est d'émettre des cris ou de produire des bruits » pour attirer les vivants dans des pièges.
Cet amalgame avec les croyances mortuaires pourrait être dû au christianisme et à l'interdiction du culte des dieux païens : il est plus simple à un lutin de petite taille clandestinement vénéré de se cacher dans quelque lieu souterrain. Les croyances populaires liées aux petits dieux joyeux et protecteurs auraient donc intégré des croyances mortuaires (donnant la petite taille et l'habitat des lutins), et d'autres issues des dieux chtoniens déchus Nudd et Neptune (donnant leur rapport premier avec l'eau). Outre la taille des lutins, leur physique « difforme », un archétype propre aux êtres chtoniens, serait issu de ces croyances mortuaires. Une autre possibilité serait que les ancêtres des lutins aient initialement été de petites créatures chtoniennes, maîtres du royaume des morts, mais qu'en raison de la place prise par le Christ, cette origine ne transparaisse plus que dans quelques indices.
Le lutin est influencé par Hennequin, personnage mortuaire inquiétant de la chasse fantastique, en ce qui concerne son capuchon pointu. L'importance du chapeau des lutins est toujours visible dans des fêtes populaires comme le carnaval de Malmedy, et son sotê chapeauté.

### Confusions linguistiques et syncrétisme

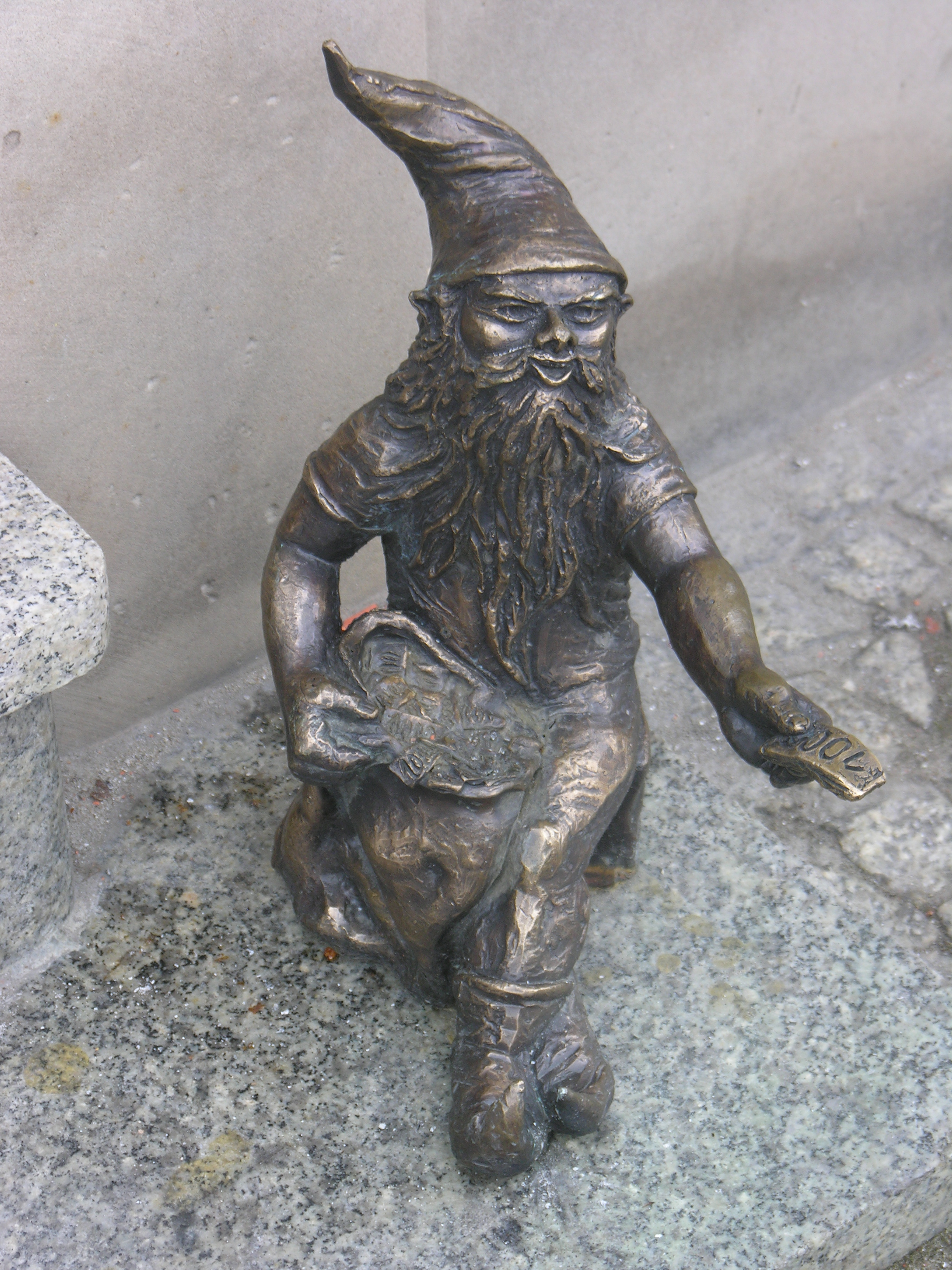
Le nain (ici, une sculpture à Wrocław en Pologne), très proche du lutin, est à l'origine propre au monde germanique.

Le « nain » est, à l'origine, spécifique au monde germanique, tandis que le « lutin » appartient davantage au monde roman. L'ancien français entretient la distinction entre « nuiton » et « nain ». Mais les auteurs des textes médiévaux doivent rendre un vocable intelligible à la majeure partie de leur lectorat, raison pour laquelle le « zwerc », nain allemand, est rendu en français par « lutin », et inversement le lutin français devient un zwerc en allemand. Dès le Xe siècle, la distinction faite entre les lutins, les nains, les elfes et les gnomes s'estompe en France. Au fil du temps, ces termes deviennent des synonymes.
Les gloses des textes latins du Xe siècle « attestent la fusion de créatures différentes ». Claude Lecouteux remarque que sous le terme de vieux haut-allemand scrat, correspondant au nain crieur, sont assimilées des créatures que d'autres textes peuvent associer au lutin, telles que Faunus, Sylvanus, et les satyres. Cette confusion de vocabulaire perdure pour de très nombreuses raisons, en premier lieu l'évolution des croyances colportées par l'oralité, certaines créatures disparaissant et léguant leurs caractéristiques à d'autres. Les noms se mélangent fortement : un exemple en est la mandragore qui, de plante, devient la bête mandrigoule de la Drôme, le chat matagot, puis un nain ou un lutin. Pour ne rien arranger, une créature d'un même nom peut être perçue différemment en fonction de l'époque, la littérature populaire entretenant cette confusion, et traduisant un important syncrétisme. Il existe toutefois une tendance à rendre les termes en français par « nain » ou par « gnome » pour le petit peuple « s'il est en relation avec les profondeurs de la terre et ses richesses, et par « lutin » s'il habite une maison ou ses alentours ».
Vers 1135, Hugues de Saint-Calais, évêque du Mans, désigne par le nom de Faunus ce qui est vu plus tard comme un lutin tapageur, tandis que Marie de France traduit le nanus monticulus, soit « nain des montagnes », en « follet ». Le regroupement entre lutins et nains est particulièrement visible depuis le XIXe siècle et la diffusion des contes populaires. En 1891, l'Allemand Karl Grün écrit que les lutins se rapprochent des elfes et des lémures, mais aussi des kobolds et des lares, et que dans ce dernier cas, ils prennent le nom de « follets » ou de « farfadets ». Ce commentaire amuse beaucoup Pierre Dubois, constatant les difficultés qu'ont toujours rencontrées les spécialistes pour établir une « classification » des lutins.

## Description

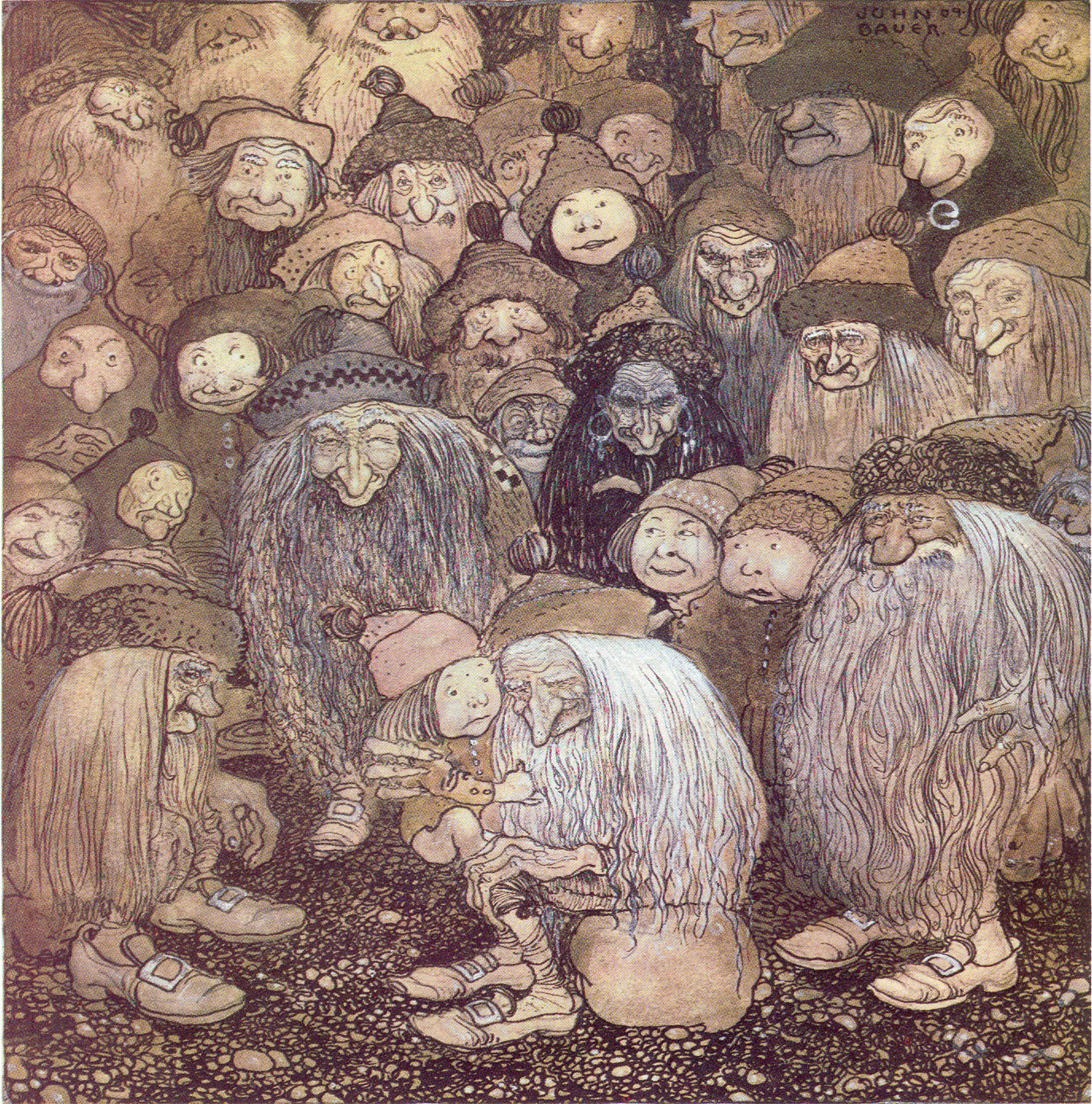
Des tomtes, équivalent scandinave du lutin, vus par John Bauer en 1909.

Des différences existent entre les lutins présentés dans les romans, souvent stéréotypés, et ceux des croyances populaires, beaucoup plus diversifiés. La grande majorité des témoignages à leur sujet proviennent de Bretagne. Bien qu'ils soient facilement confondus avec les nains, les lutins s'en distinguent par quelques particularités. Leur espièglerie, leurs taquineries et leur rire sonore sont bien connus, tout comme leur susceptibilité. Ils passent le plus clair de leur temps à s'amuser et courir derrière les filles. Collin de Plancy cite à ce propos un proverbe populaire à son époque :

« Où sont fillettes et bon vin,

C'est là que hante le lutin. »

— Collin de Plancy, Dictionnaire infernal.
Mais les lutins se montrent à l'occasion travailleurs et guerriers. Certains récits mentionnent leur force extraordinaire, tel ce fabliau allemand du XIIIe siècle, cité par Pierre Dubois, dans lequel un schretel combat un ours. D'autres textes les attachent à des paladins en aventure, et en font de redoutables bretteurs malgré leur taille réduite.
Il est délicat de saisir les caractères du lutin en raison du très grand nombre de rôles qu'il peut jouer : lié tantôt à la forêt, à l'eau, à l'air, aux dunes ou aux prés, protecteur du foyer, des enfants et des animaux puis démon nocturne, bandit voleur ou lubrique insatiable, il a survécu à travers les contes et récits du folklore populaire, transmis par la tradition orale des siècles durant. Il est généralement nocturne, « le monde lui appartient depuis onze heures jusqu'à deux heures après minuit », et il se défend férocement contre les ivrognes qui l'insultent. Enfin, dans les récits, le lutin meurt parfois d'accident ou de chagrin, et n'est pas « tout à fait immortel ».
Claude Lecouteux a mis au jour une étroite association entre les croyances mortuaires, le petit peuple, l'eau et les chevaux. Il rapporte aussi la distinction « commode bien que peu pertinente » faite par plusieurs chercheurs entre les « lutins terrestres », et les « lutins des eaux ».

### Apparence et habits

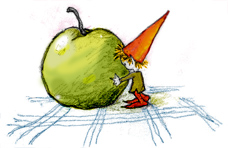
Apparence classique du lutin : petite taille, poulaines et bonnet pointu.

À l'origine, les lutins n'ont pas de taille caractérisée. Leur première description est celle de l'Anglais Gervais de Tilbury, vers 1210, lequel affirme que les nuitons ont l'aspect de vieillards et la face ridée, sont vêtus de haillons cousus ensemble, et mesurent un demi-pouce, soit moins de deux centimètres. Les lutins, tout comme les nains, sont presque toujours perçus comme « vieux et petits », mais pas toujours autant que ceux de Tilbury. Si les récits médiévaux ne précisent pas qu'ils sont barbus, des témoignages du XIXe siècle, wallons en particulier, insistent là-dessus.
Pierre Dubois dit que « rien n'est plus compliqué que décrire un lutin », mais évoque une taille « d'un demi-pouce à trente centimètres », la présence de cheveux touffus et d'une barbe « qui pousse à l'âge de 300 ans », d'habits en haillons verts et bruns, de poulaines, et d'un bonnet pointu rouge ou vert sur la tête.
Les habits du lutin ont une importance particulière, bon nombre d'histoires rapportent qu'ils sont vêtus de haillons et que leur offrir des vêtements neufs provoque leur départ. Claude Lecouteux en cite une à Ibourg au XIXe siècle. Des lutins s'occupent du cheval gris d'un paysan, un valet les surprend et révèle leur présence au propriétaire de l'animal. Celui-ci, pour les remercier, leur offre des habits, mais les lutins ne reparaissent plus jamais. Des récits similaires concernent les Brownies d’Irlande et d’Écosse. Un Brownie des Highlands bat le grain pour des fermiers jusqu'au jour où, croyant ainsi le remercier, ces derniers lui offrent un bonnet et une robe. Il s'enfuit avec, ajoutant qu'ils sont « bien bêtes » de lui avoir donné avant qu'il n'achève sa tâche,. Cette particularité est probablement issue d'une très ancienne tradition orale, puisque les mêmes thèmes se retrouvent chez le petit peuple de la légende arthurienne.
Citant le départ du lutin de la chronique de Zimmern (1566), Claude Lecouteux suppose que la couleur du bonnet offert, le rouge, contraint le lutin à partir. Il existe aussi une histoire où le pooka révèle que les habits qui lui sont offerts représentent le salaire qui met un terme à sa pénitence.

### Portrait psychologique

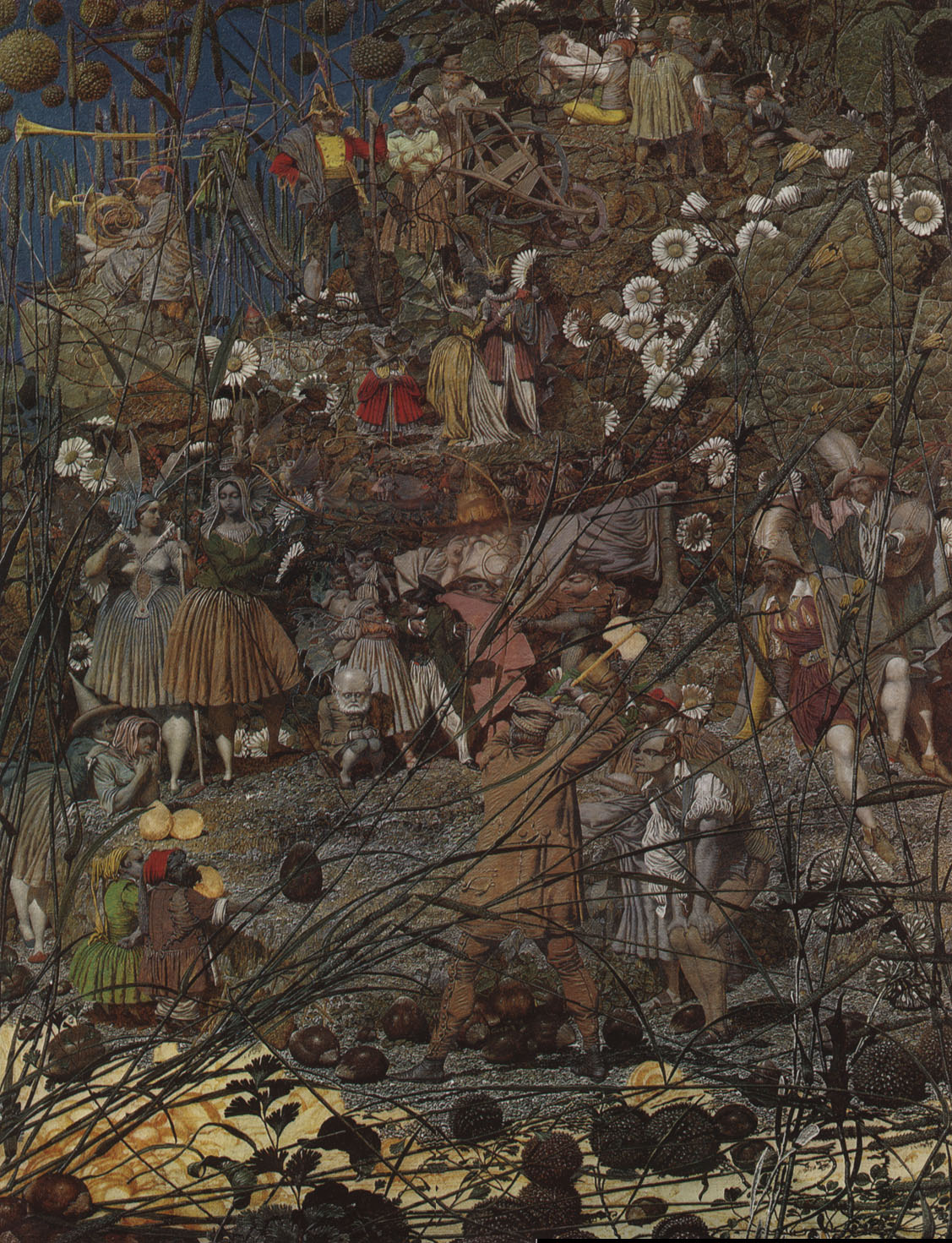
Plusieurs créatures du petit peuple, dont des lutins, sont visibles sur Fairy Feller's Master-Stroke, une huile sur toile de Richard Dadd réalisée entre 1855 et 1864, conservée à la Tate Gallery de Londres.

Les lutins sont très inconstants, d'où le nom des follets (petits fous) et des sotês et massotês (petits sots) : ils peuvent rendre de multiples services un jour et commettre les pires bêtises le lendemain. Leur asocialité est connue depuis le Moyen Âge : Marie de France parle d'un folet capturé par un paysan, et prêt à lui donner tout ce qu'il voudra « s'il ne le montre pas aux gens ». La plupart sont furieux lorsque des humains les voient, la pire des situations étant qu'une personne leur adresse la parole, et exige d'eux une réponse. Paul Sébillot et Henri Dontenville les disent « peu loquaces », Sébillot ajoutant qu'un lutin des dunes bretonnes viendrait défier en duel quiconque l’appelle. Les nutons ardennais prennent peu la parole, et toujours pour livrer des messages désagréables, à tel point que « nuton » est devenu un synonyme de « misanthrope » et « taciturne ». En Picardie, deux follets, les fioles, jettent à l'eau les personnes qu'ils entendent siffler.

### Capacités
Tous les récits de lutins leur prêtent des capacités magiques, comme celle de dire l’avenir et de lancer des sorts,. Leurs sortilèges sont particulièrement craints dans les Ardennes. Un récit bien connu parle d'un paysan wallon fauchant son blé pour le rentrer avant l'orage, lorsqu'il voit le nuton de son foyer l'aider en portant un épi à la fois. Énervé par ce qu'il juge comme une aide inutile, il s'en moque. Le nuton sort de son mutisme et lui lance cette malédiction :

« Paume à paume (Épi par épi), je t'ai enrichi, paume à paume je te ruinerai ! »

— Collecté par Jérôme Pimpurniaux,

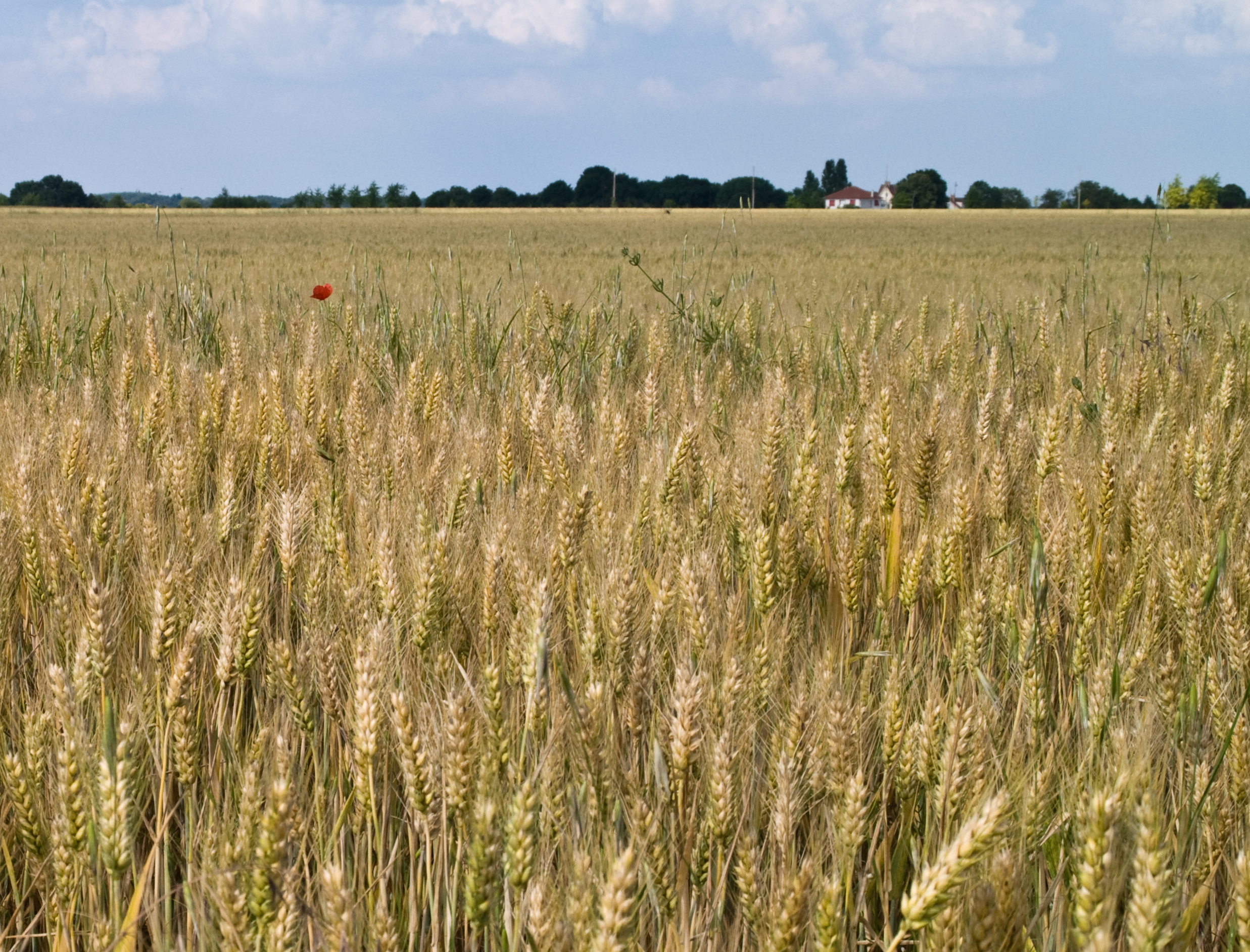
Le lien du lutin avec la nature se traduit par sa capacité à rendre une terre fertile ou stérile. Ici, un champ de blé en Seine-et-Marne.

La variante « Épi par épi, je t'ai enrichi, gerbe par gerbe je te ruinerai » est citée par Albert Doppagne et surtout Pierre Dubois, qui en a fait le symbole du lien du petit peuple avec la Nature, et de l'importance à le respecter, ajoutant que rien n'est jamais acquis ou définitif avec eux. Dans la suite du récit en effet, le paysan wallon perd toutes ses possessions et finit ruiné. Une histoire très semblable met en scène un donanadl, lutin tyrolien qui, assis entre les cornes de la plus belle vache de la Grünalm (« la toute verte », vallée des Alpes tyroliennes), voit le propriétaire du troupeau tenter de l’assommer. Il le maudit en disant « La Grünalm sera dépourvue d'eau et d'herbe, et d'eau encore plus ! ». Peu après, les sources se tarissent et l'herbe ne repousse plus.
Les lutins peuvent aussi se rendre invisibles, le plus souvent grâce à un objet tel qu'un bonnet ou une cape. Ils utilisent leurs pouvoirs au bénéfice des gens vertueux, comme dans ce conte picard d'Acheux collecté par Henri Carnoy, où un bossu aide une bande de lutins à connaître le dernier jour de la semaine, lesquels lui ôtent sa bosse pour le remercier. Un autre bossu ayant appris l'affaire croise une autre bande de lutins et mélange les jours : ils le punissent en l'affublant d'une deuxième bosse. Un récit flamand parle de lutins établis dans une ferme à Linden, qui bâtissent une tour sur une église en un mois contre un peu de nourriture. Enfin, s'ils sont réputés agités et courent souvent dans tous les sens selon les croyances, les lutins peuvent aussi se déplacer sur une grande distance bien plus rapidement que les humains.

#### Métamorphose
La capacité à se métamorphoser et à changer de taille est l'une des particularités les plus typiques des lutins dans les récits à leur sujet. Elle se retrouve aussi chez les nains des traditions populaires, en étroite relation avec la croyance médiévale du double. Leur portrait psychologique (taciturnes, détestant être vus...) explique que la plupart du temps, ils semblent de petite taille. Cependant, il est probable qu'à des époques plus lointaines, en cas de menace, les lutins peuvent grandir instantanément et flanquer une correction à leur agresseur. Les auteurs de textes médiévaux auraient dédoublé le lutin originel du folklore en un « nain petit et faible », toujours vu en premier, et son « protecteur ». Un exemple en est la chanson Dieudonné de Hongrie.
Les lutins prennent aussi l'apparence d'animaux, voire se changent en objets. Leurs métamorphoses animales sont variées, incluant surtout le cheval et la grenouille (le Teul ar Pouliez breton dans sa mare étant un exemple), puis le chat et le serpent. Des traces de génies de la maison adorés sous forme de serpent sont présentes depuis des époques très reculées en Europe, l'animal partageant un trait commun avec le lutin, qui est sa réputation d'aimer le lait. Le lutin a également la capacité de changer autrui en animaux, particulièrement en équidés : au XIXe siècle, un sotrê de Lorraine aurait métamorphosé un fermier en âne. Un certain nombre de textes, dont Les Évangiles des quenouilles, lient le feu follet au lutin (luiton) en disant que ce dernier apparaît parfois sous la forme d'une petite lumière.

#### Changelings
Tout comme les fées, certains lutins enlèvent, dit-on, des bébés humains au berceau et les remplacent par l'un des leurs, le changeling. Ce dernier a parfois l'apparence d'un bébé lutin, d'autre fois celle d'un très vieux lutin. Pour se protéger des enlèvements, plusieurs méthodes sont citées, l'une d'elles étant de coiffer l'enfant d'un bonnet rouge, qui traditionnellement était réservé aux bébés mort-nés. Le lutin, croyant l'enfant déjà mort, est censé ne pas l'importuner. Un récit lorrain parle d'une mère qui s'empare du bonnet rouge d'un sotrê retrouvé au pied du berceau de son enfant disparu, et s'en sert de monnaie d'échange. Un récit daté de 1885, dans le Morbihan, parle d'une servante fée qui guide une bande de lutins volant les biens et les enfants des habitants. Une mère, se doutant que son enfant a été remplacé, pose douze œufs en rond sur la pierre de son foyer, et voit le changeling rire puis dire « J'ai bientôt cent ans, oncques n'ai vu tant de pots blancs ».

### Liens avec le foyer
Les petits nains de la montagne

Verdurenette, Verduret

La nuit font toute la besogne

Pendant que dorment les bergers
— Comptine collectée par Émile Jaques-Dalcroze, Chansons populaires romandes : Chanson à la lune (1904), La ronde des petits nains

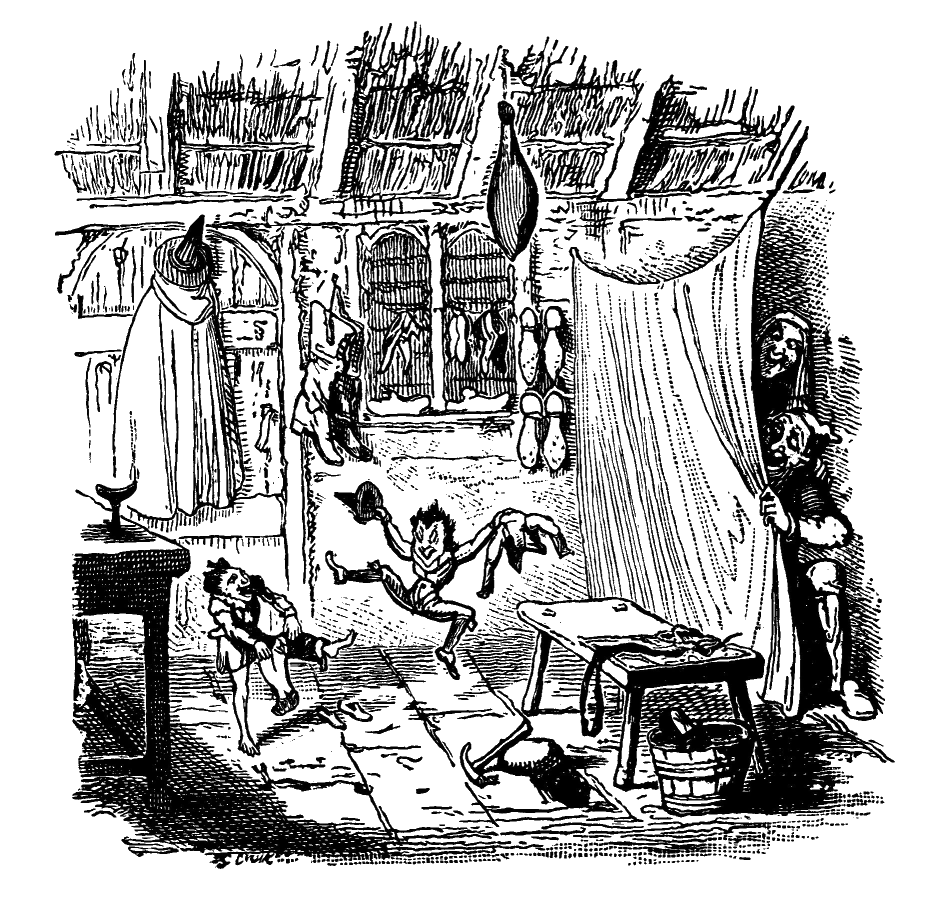
Illustration anonyme (1915) du conte de Grimm Les lutins (Die Wichtelmänner).

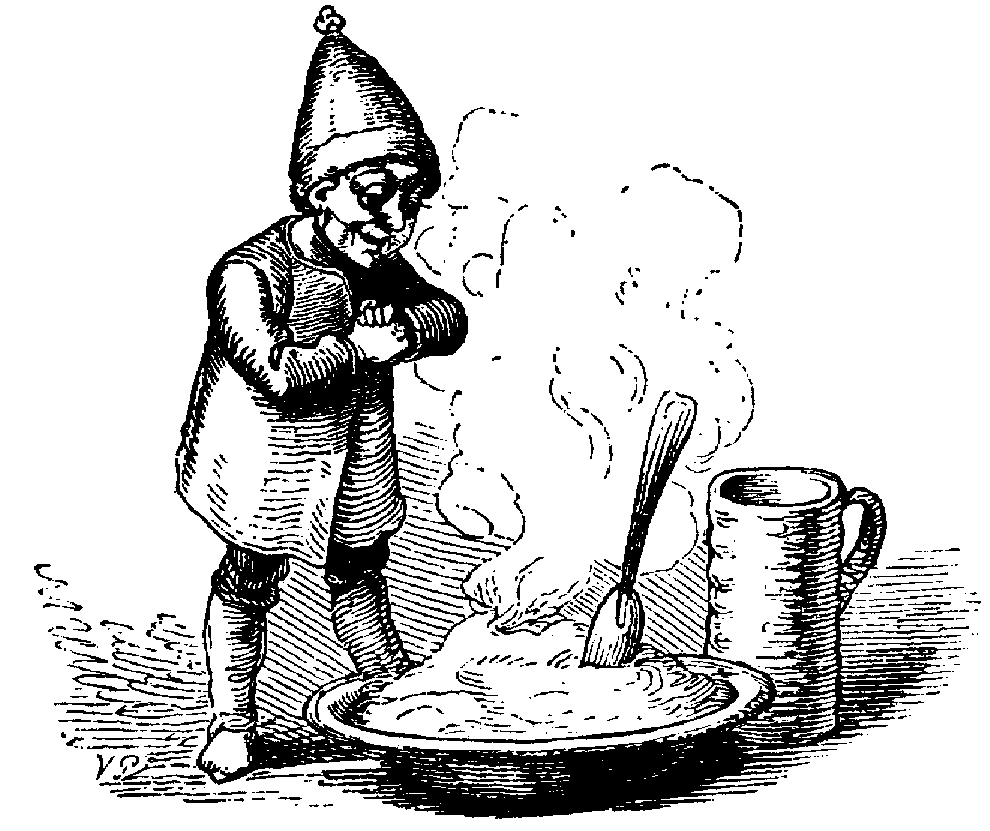
Un nisse, lutin du folklore scandinave, sur une illustration du conte de Hans Christian Andersen Le Nixe chez l'épicier, par Vilhelm Pedersen.

Selon la croyance, le « lutin du foyer » vit à l'origine dans la nature (des habitats souterrains sous les collines, dans les bois ou entre les racines de grands arbres), et choisit de s'établir dans une habitation humaine (en général une ferme) pour se mettre au service de ses habitants, causant parfois des troubles, et jouant la nuit dans la cheminée. Ils sont nommés « lutins domestiques », ou « follets qui font office de valets », selon Jean de La Fontaine. Le nom du servan alpin, daté du XIXe siècle, provient de cette fonction.

#### Tâches accomplies par les lutins
Les « lutins du foyer » s'occupent d'une foule de travaux, en particulier pour les chevaux dont ils prennent grand soin, mais aussi pour les bovins. Les sotrés vosgiens soignent le bétail, changent sa litière et donnent aux vaches un fourrage appétissant ; le follet de Suisse romande dérobe aux autres des brins d'herbe fraîche pour les donner à sa vache favorite, et en Basse-Bretagne, Teuz-ar-pouliet, l'espiègle de la mare, baratte aussi le lait. Les lutins surveillent, protègent et tiennent propre la maison dont les habitants lui témoignent un grand respect, font la cuisine, consolent les enfants tristes, en résumé, ils s'occupent de toutes les tâches domestiques du foyer avec une extrême efficacité, bien plus grande que les hommes. Ils peuvent s'y mettre à plusieurs, ne sortent et se montrent que la nuit, et ne dorment jamais, d'où le proverbe français « Il ne dort non plus qu'un lutin »,. Ils fréquenteraient les caves et les greniers, le dessous des lits et les armoires, et fuiraient tout contact avec les objets en fer. Les textes rapportent qu'ils se nourrissent de grenouilles rôties, mais aussi qu'ils réclament uniquement de la nourriture en échange de leurs services. La plupart du temps, il s'agit de lait (parfois caillé) ou de bouillies à base de lait. L'amour immodéré du lait est d'ailleurs le seul détail alimentaire permettant de reconnaître à coup sûr un lutin.

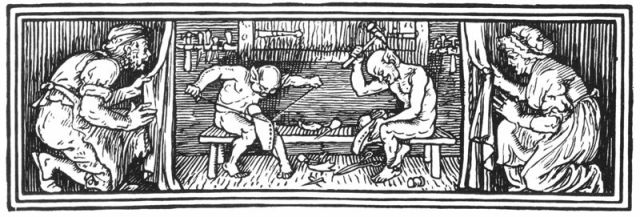
Illustration de Walter Crane pour le conte Les lutins, publiée dans Household Stories by the Brothers Grimm par Macmillan and Company en 1886.

#### Moyens de les chasser

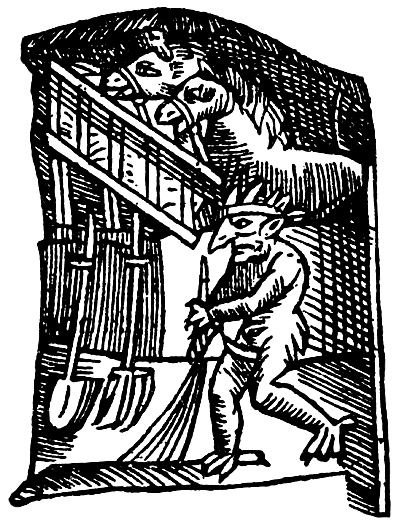
Un tomte s'occupant des écuries, sur une gravure de Carta Marina en 1539, publiée dans Historia de gentibus septentrionalibus par Olaus Magnus en 1555.

Cette relation avec les habitants du foyer n'est jamais un acquis. Très susceptible, le lutin est attentif à la moindre marque d'irrespect et se retourne en un instant contre les personnes qu'il servait. Il peut aussi se défendre férocement : un récit de Plouaret rapporte qu'un charretier ivre défie un soir le lutin de l'écurie, estimant qu'il lui fait une concurrence déloyale. L'homme est retrouvé au matin « complètement brisé », ayant le rire terrible du petit être résonnant en lui, tremblant de tous ses membres. Enfin, le lutin est l'une des causes potentielles du cauchemar,.
Ces raisons expliquent que les gens désirent parfois chasser les lutins de leur foyer, plusieurs méthodes étant citées aux côtés de l'habituelle utilisation d'objets (eau bénite) et de prières chrétiennes. L'une des plus classiques consiste à placer un récipient rempli de fines graines (il s'agit de millet, de pois ou de cendres en Auvergne, selon Paul Sébillot) sur le chemin du lutin : s'il le renverse, il est forcé de tout remettre en place avant l'aube et le chant du coq, et ne revient plus jamais. Une autre, connue pour se débarrasser de ceux qui « lutinent » les filles depuis le XVe siècle, est de parvenir à les dégoûter. Les Évangiles des quenouilles parlent de porter du pain sur soi, « et quant volenté te prent de pissier, fay ton aise, et toudis mengue de ton pain ». Le folklore belge conseille de s'accroupir sur du fumier en position de défécation, et de manger une tartine dans cette position. Le lutin pousse alors une exclamation de dégoût comme « Ah ! Ti cakes èt magnes » (« Ah ! Tu défèques en mangeant »), et s'enfuit pour toujours. La plupart des lutins sont connus pour leur réaction d'horreur face à ce qui évoque les besoins naturels, c'est pourquoi, dans le Limbourg, on les prévenait avant d'épandre le fumier. En Italie, un moyen de faire fuir le « Linchetto » trop entreprenant est de manger du fromage assise sur les toilettes, en disant « Merde au Linchetto : je mange mon pain et mon fromage et lui chie à la figure ». Une histoire belge parle d'une jeune fille harcelée par un lûton, dont les parents posent des coquilles d’œuf en rond emplies de brindilles. En les voyant, le lûton dit « J'ai vu Bastogne haut boir, Frèyir plein champ, mais jamais je n'ai vu tant de pots mélangeants », et part à jamais.
Le sôté et d'autres lutins du foyer peuvent se venger de tentatives ratées pour les chasser en ruinant toute la maisonnée. Dans un conte près de Saint-Philbert-du-Pont-Charrault, une femme se débarrasse de fadets qui venaient près de son âtre en chauffant le trépied sur lequel ils se posent. Plus tard, la fée Mélusine remplace l'un des enfants de la femme par un changeling en son absence, pour les venger.
Les paysans ont toujours cherché à capturer des lutins. Une méthode québécoise consiste à répandre de la farine fine au sol, et à suivre les traces qu'ils ont laissées jusqu'à l'endroit où ils se cachent dans la journée.

### Liens avec l'eau

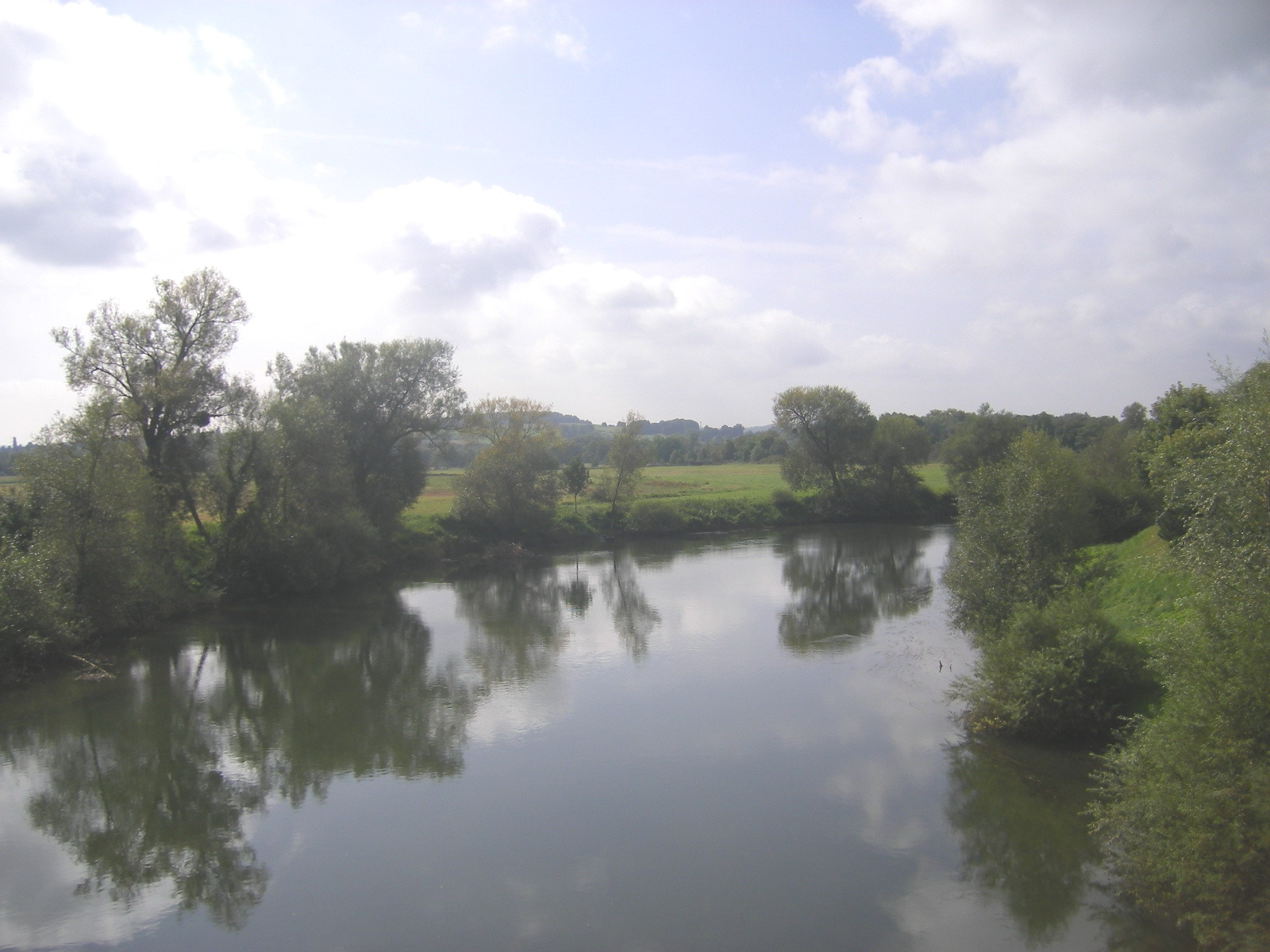
La Meuse à hauteur de Warcq, territoire des Pie-Pie-Van-Van selon la légende.

Le lutin aquatique remonte au XIIIe siècle, apparaissant dans Huon de Bordeaux, la Chanson de Gaufrey et la Geste de Garin de Monglane. Malabron est un bon représentant, tout comme le Klabautermann des pays germaniques. Sans doute parce qu'ils sont « les plus primitifs », ce sont aussi les plus négatifs dans les récits à leur sujet, en particulier à l'époque médiévale. Leur apparence est peu détaillée, et ils sont réputés pour leur anthropophagie. Si les nains de la légende arthurienne sont quasiment sans rapport avec l'eau, d'autres monstres plus ou moins liés aux lutins y sont présents. Le Chapalu, félin aquatique ennemi du roi Arthur, est décrit comme le « roi des lûtons » et Christine Ferlampin-Acher lie le chat noir du lac de Lausanne, mentionné dans la Vulgate Merlin comme une bête aquatique capable de changer de taille jusqu'à devenir un « diable gigantesque », à un avatar du lutin issu des légendes celtiques.
Les tours favoris des lutins, en dehors du foyer, sont presque toujours en rapport avec les équidés et l'eau : si le houzier des Ardennes et le poulain Fersé de Haute-Bretagne attirent les hommes dans l'eau pour leur jouer des tours sans gravité, les Pie-Pie-Van-Van de la Meuse, et d'autres, cherchent à les noyer. Paul Sébillot cite quelques lutins aquatiques positifs, tel le petit bonhomme rouge des côtes dieppoises, qui garde les filets des pêcheurs. Sur la Loire et l'Allier, sévissent les Letiens, dont les mariniers racontaient les histoires, et qui leur permettaient d'expliquer les mauvaises plaisanteries qu'on faisait subir aux jeunes mariniers.

### Liens avec les chevaux

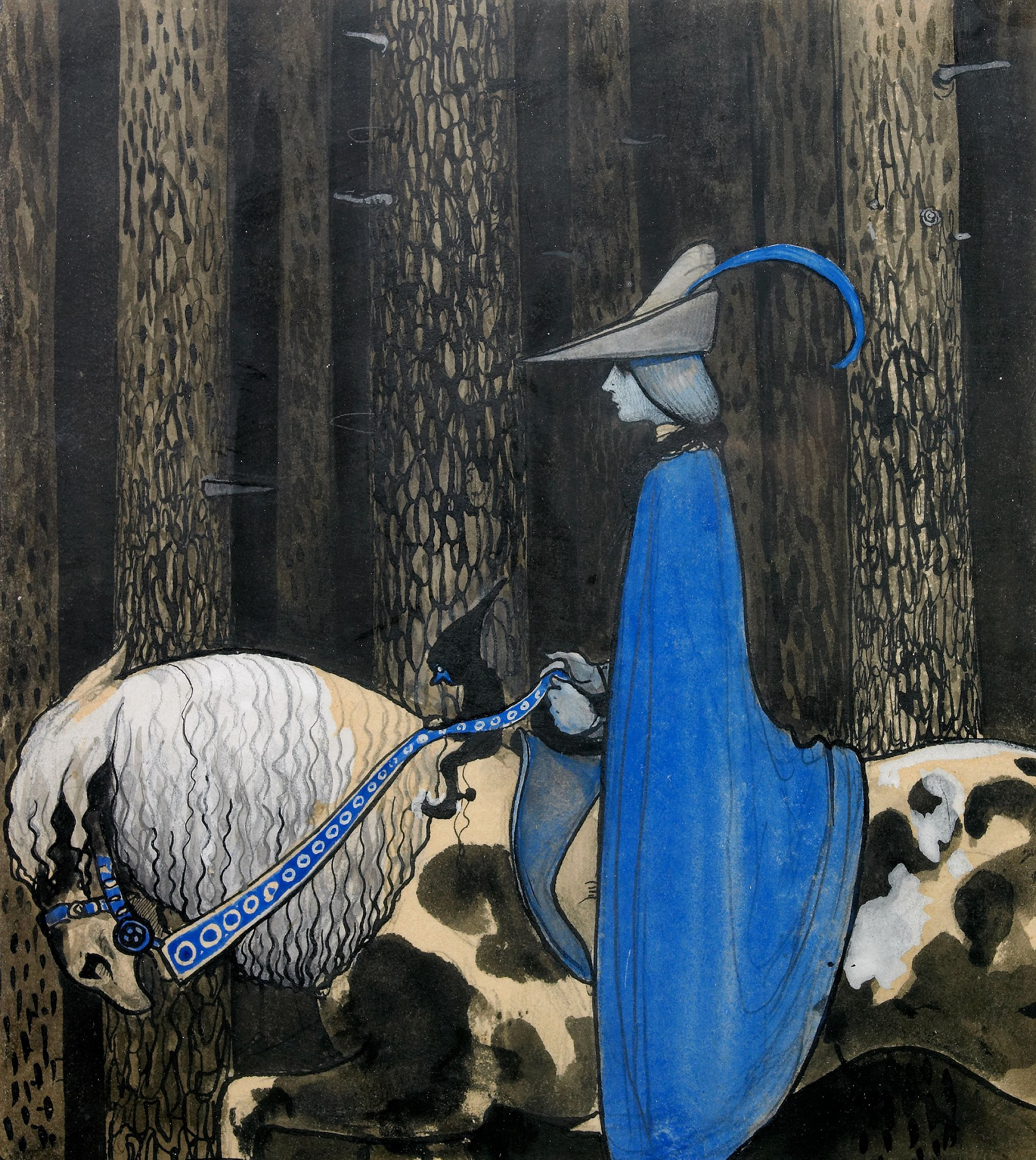
Dessin de John Bauer (1882-1918) représentant un lutin à cheval.

Plusieurs chercheurs ont remarqué des liens très étroits entre lutins et chevaux, « si étroits que, dans les chansons de geste médiévales comme dans le plus moderne folklore, lorsque le lutin prend forme animale, il adopte presque toujours celle-là ». La raison semble liée, en plus du lien à l'élément liquide et au dieu Neptune déjà évoqué, au fait que le cheval, animal familier des hommes, est aussi le plus approprié pour se rendre dans les univers féeriques et pour jouer les « tours » caractéristiques du lutin, tels que jeter un cavalier dans une mare de boue, une rivière ou une fontaine. Dans la littérature médiévale, Malabron et Zéphyr se changent fréquemment en chevaux,. Le « nain » Frocin, qui affuble le roi Marc'h d'oreilles de cheval dans la version de la légende fournie par Béroul au XIIe siècle, est vraisemblablement issu du lutin folklorique. Le roman de Thèbes et d'autres textes évoquent aussi la paternité d'un fabuleux poulain noir pour le netun, noitun ou luiton, ce dernier étant bien connu à l'époque pour s'occuper des écuries. Guillaume d'Auvergne affirme au XIIIe siècle qu'au matin, les crins des chevaux sont retrouvés tressés, et couverts de petites gouttes de cire. François Le Poulchre ajoute en 1587 qu'un cheval rentré souillé à l'étable peut être retrouvé « estrillé et net le lendemain, sans que de créature il eust été touché pour en oster l'ordure ». Paul Sébillot fournit de nombreux témoignages : en Normandie, le lutin mène les chevaux boire, dans la Beauce et en Franche-Comté, il les étrille, les soigne, et les nourrit, ce qui en Haute-Bretagne les fait hennir au moment où le Maît' Jean apporte leur nourriture. Le fouletot franc-comtois vole le foin pour le donner à sa bête préférée, si le maître n'en a pas dans son fenil. En Normandie, le lutin vole les plus beaux épis d'avoine pour ses favoris, il en est de même en Acadie, où il prend le grain des chevaux gras pour le donner à ceux des plus pauvres paysans.

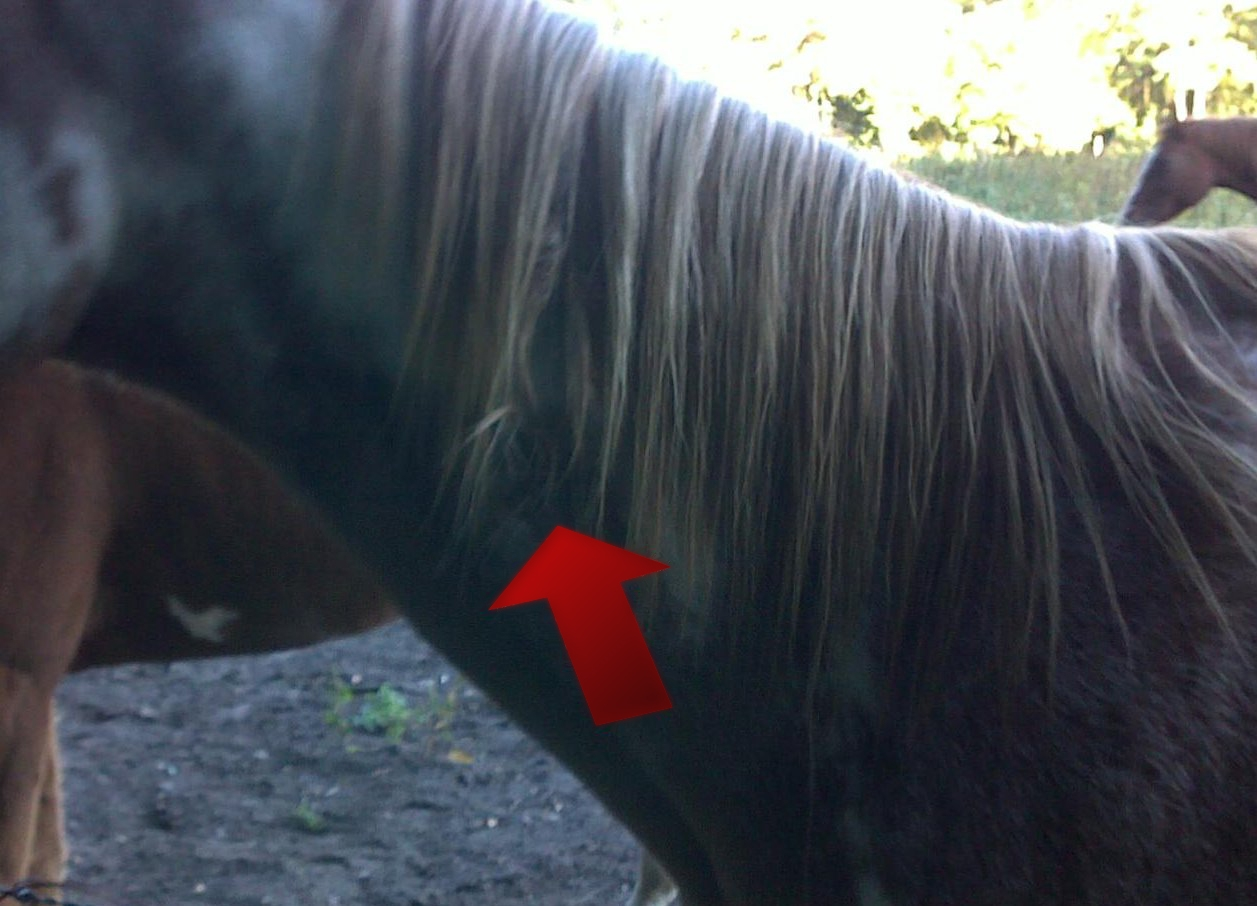
« Nœud de fée » dans la crinière d'un cheval pie-alezan tovero, pâture ulmeusienne, en Picardie. Jadis, cette particularité était souvent considérée comme la preuve qu'un lutin a chevauché l'animal durant la nuit.

L'elficologue Pierre Dubois cite de nombreux témoignages de lutins visitant les écuries durant la nuit, et laissant pour traces de leur passage des torsades dans les crinières, qu'ils utilisent afin de se confectionner des étriers (les fameux nœuds de fées), et galoper toute la nuit. Paul Sébillot en relève dans la Manche en 1830, cette croyance est très ancrée dans le Nord de la France, particulièrement la Bretagne et la Normandie. Preuve du forfait des lutins, le propriétaire retrouve son animal couvert de sueur au matin. Les chevaux aux « nœuds de fées » sont prisés sur les marchés bretons, et les juments réputées pour devenir de bonnes poulinières. La tradition rapporte qu'il ne faut surtout pas démêler les crinières de ces juments : dans le Berry, cela les fait avorter,, en Franche-Comté cela provoque une mort dans l'année, et en Acadie, les lutins se vengent en maltraitant les chevaux. Des témoignages de crinières emmêlées sont recueillis par les paysans de Haute-Bretagne et du Québec jusqu'au début du XXe siècle.
Maint’nant, au travail ! Comme un fou

Vers les ch’vaux le voilà qui file,

À tous leur nouant à la file

Les poils de la tête et du cou.

Dans ces crins tordus et vrillés

Va comme un éclair sa main grêle,

Dans chaqu’ crinière qu’il emmêle

Il se façonn’ des étriers.

Puis, tel que ceux du genre humain,

L’une après l’autre, i’ mont’ chaqu’ bête,

À ch’val sur l’cou — tout près d’la tête,

En t’nant un’ oreill’ de chaqu’ main
— Maurice Rollinat, Paysages et paysans (1899), Le Lutin
Ces phénomènes ont été de tous temps attribués aux lutins ou à des créatures similaires, jusqu'à la découverte d'une explication scientifique, celle d'une plique polonaise, défaut d'entretien longtemps considéré comme une maladie,,.
La diabolisation du lutin conduit toutefois à une inversion progressive de son rôle envers les chevaux : dans le Berry, d'animal favori, le cheval devient sa victime, et « seuls l'âne et le bœuf échappent aux tourments des lutins, grâce à leur rôle dans la Nativité ». Les deux croyances coexistent parfois, le sôtré étant capable d'agacer les chevaux ou de les soigner. Un objet déjà utilisé pour se protéger des changelings, tel qu'une pierre percée (contre le foulta de Suisse romande) ou une série de coquilles d’œufs (contre le chorriquet à Treffiagat), peut être déposé dans l'écurie pour en chasser les lutins. En Ontario, des graines de lin sont mélangées à la ration des chevaux, pour forcer les lutins à trier. Les traditions canadiennes parlent de créer une girouette à forme équine que le lutin vient ensuite chevaucher, ou de faire détresser les crinières par une femme enceinte. En Haute-Bretagne, des séances d'exorcisme sont menées, mais sont mal acceptées par les populations à en croire ce témoignage collecté par Paul Sébillot : « si on brûle les crins avec un cierge bénit, le lutin ne revient jamais, mais les bêtes sont, par suite de son départ, exposées à dépérir ».
Parallèlement « les silhouettes du lutin et du cheval tendent à se confondre et à se fondre en un seul personnage dont le rôle est d'égarer, d'effrayer et de précipiter dans quelque mare ou rivière ceux qui les montent ». Paul Sébillot rapporte des croyances populaires quant à plusieurs lutins-chevaux jouant ce rôle, notamment le Bayard de Normandie, le Mourioche de Haute-Bretagne, Maître Jean, le Bugul-noz et la jument blanche de la Bruz. Dans les îles anglo-saxonnes, Puck prend cette forme pour effrayer la population.

## Créatures désignées comme «lutins»

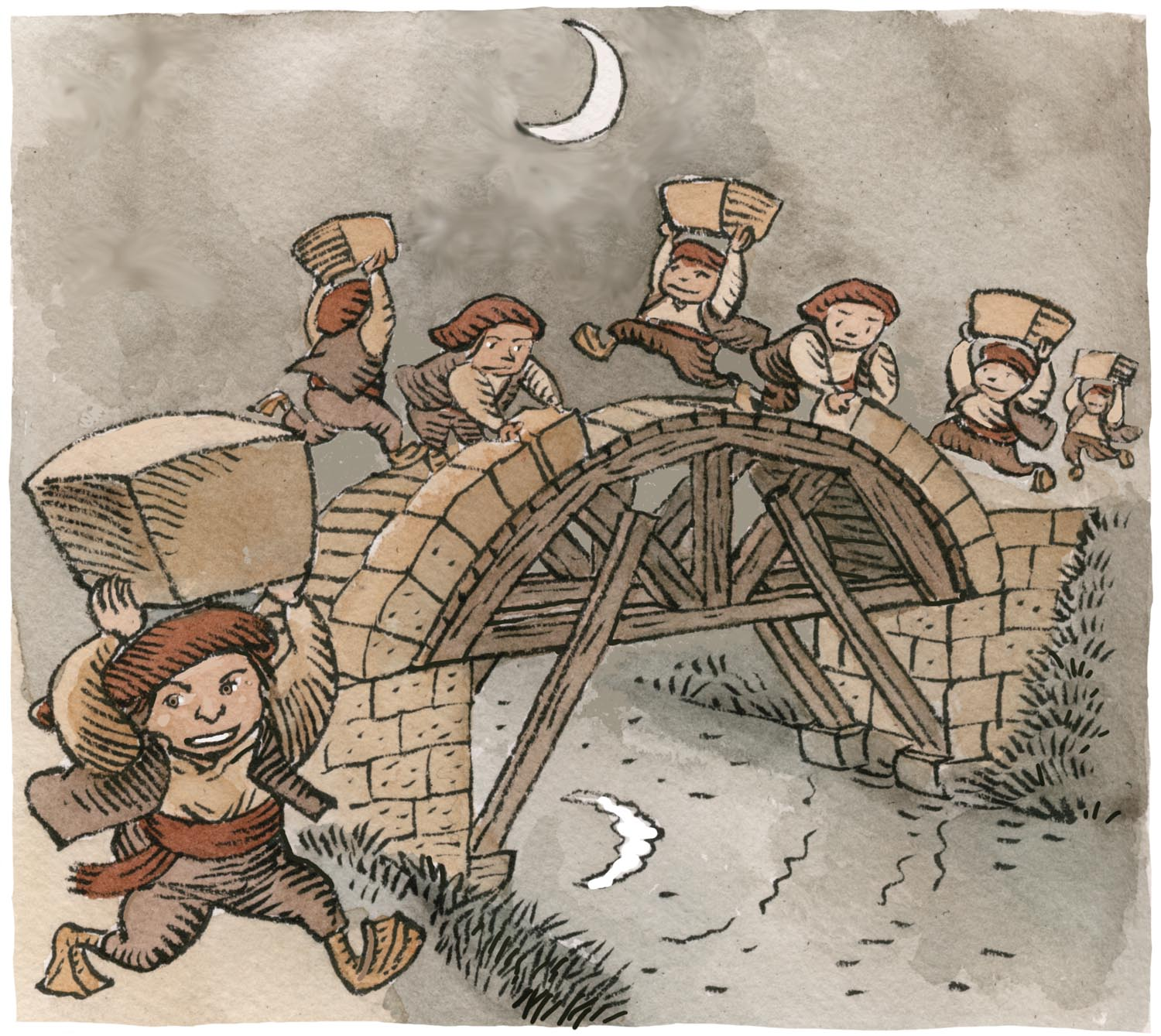
Les laminak de la mythologie basque, parfois décrits comme des lutins, tiennent un rôle de bâtisseurs nocturnes dans certaines légendes.

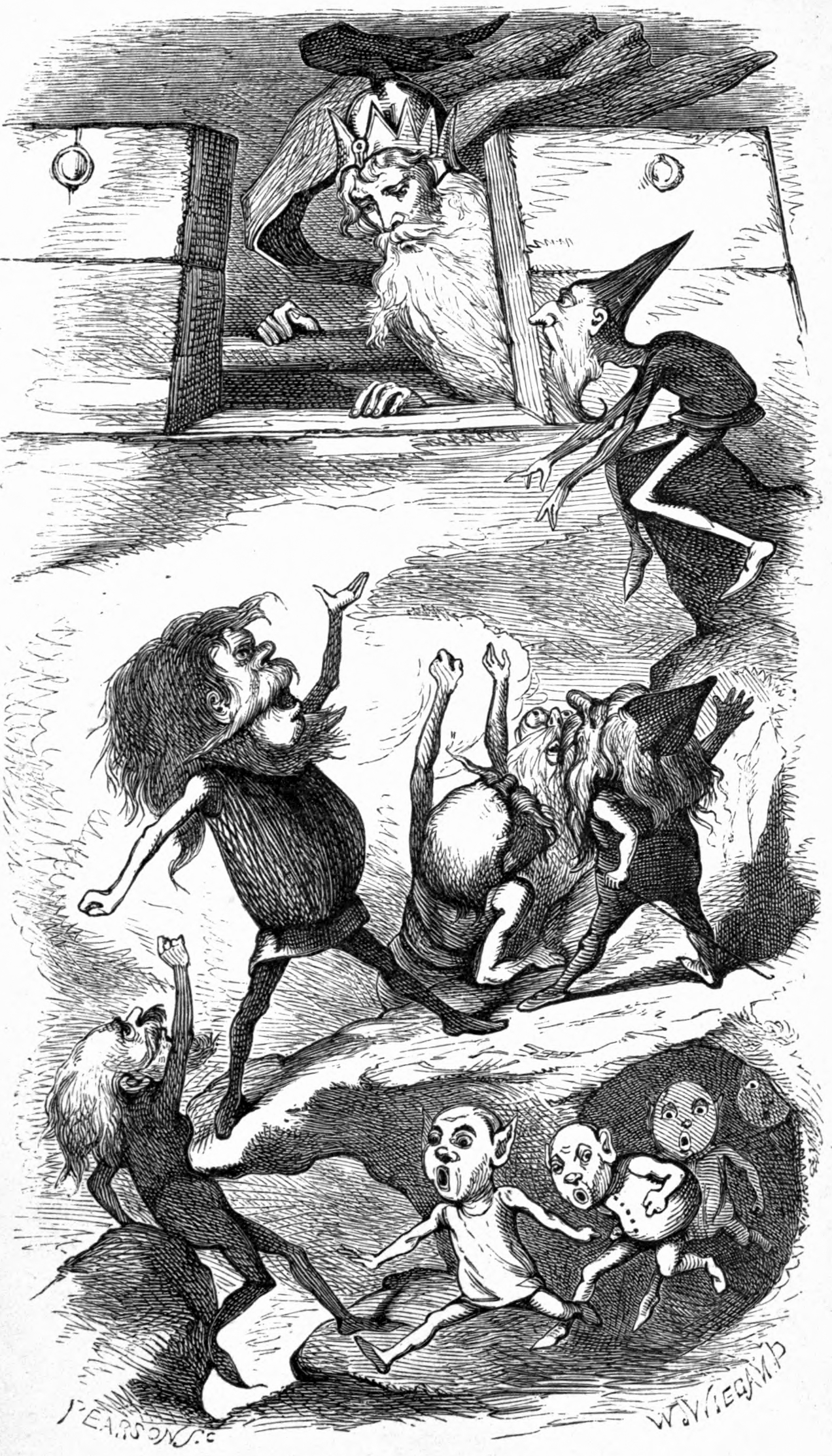
King Olaf and the Little People, par Julia Goddard, 1871, publié dans Wonderful Stories from Northern Lands. Londres, Longmans, Green, and Co. Les petites créatures, semblables à la description des lutins, y sont nommées des elfes (elves en anglais).

Paul Sébillot parle des lutins comme d'une « grande tribu », et Anne Martineau en dénombre « 30 000 espèces » rien qu'en France. En 1992, si Pierre Dubois dit que le mot « lutin » désigne communément (et à tort) l'ensemble du petit peuple en France, il insiste aussi sur le fait que les lutins forment « une race à part entière », à ne pas confondre, notamment, avec les nutons de Wallonie et des Ardennes françaises dont l'habitat et les légendes sont différents, ni les kobolds, les gobelins, les leprechauns et les gnomes, distincts de plus par l'étymologie. La plupart des récits de lutins sont spécifiques à la France et se trouvent notamment en Bretagne, dans les Ardennes, dans les Alpes et en Picardie, mais quelques textes en évoquent dans le comté de Devon, le Yorkshire, les Flandres, l'Allemagne et l'Italie. Dans le Berry et selon George Sand, les lutins sont surtout nommés des follets. Pierre Dubois inclut parmi les lutins proprement dits les chorriquets, bonâmes, penettes, gullets, boudigs et bon noz, dont le rôle est surtout de soigner les chevaux et le bétail, et y ajoute le Bona d'Auvergne, qui se déguise en joueur de cabrette. Bien d'autres créatures sont qualifiées de « lutins », comme le fullettu de Corse, qui avec sa main d'étoupe et sa main de plomb, s'attaque aux gens couchés. En Provence et en Languedoc, le gripet et le fantasti s'occupent du bétail et des écuries. Les Pyrénées connaissent Truffandec, génie du foyer plutôt nocturne et diabolique, et le Pays basque les laminak.
L'Alsace a de nombreuses histoires de lutins, comme celle de Mikerlé dans la vallée de Guebwiller. La Suisse utilise le nom de « follet ». Dans l'Allier, le « fol » joue de vilains tours, comme le farfadet du pays poitevin. Le nom de « fadet » est attesté dans la Vienne, les Deux-Sèvres et le Poitou.

### En Bretagne

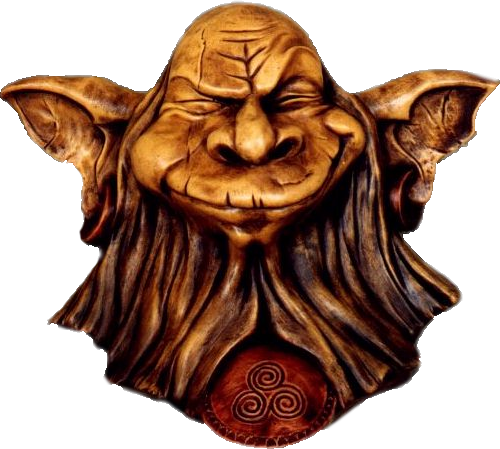
Le korrigan, « lutin de Bretagne », renvoie étymologiquement au nain (korr),.

La langue bretonne a un très grand nombre de mots pour désigner le petit peuple. Dans cette « région infestée de lutins » où existent des milliers de témoignages, il est commun de les distinguer par leur habitat,. Pierre Dubois attribue aux korikaneds les bois, aux korils, courils, corrics, kriores, kéréores et kannerez noz les landes, aux poulpiquets les vaux, aux teuz les prés, aux boléguéans les tumuli, aux hoseguéannets les cercles de pierres et aux boudics, boudiguets et bouffon noz les fermes. La Bretagne connaît aussi des fadets et farfadets, fions, duz, korrigs, komaudons, fomiquets, chorriquets... Au fil du temps, ces petites créatures jadis distinctes sont venues à être toutes désignées sous l'unique nom de « korrigan ».
Le petit peuple breton est « relativement sympathique » selon Paul Sébillot. Il participe efficacement à toutes les tâches ménagères et domestiques, calme les enfants, prépare les repas, s'occupe des chevaux en échange de « bons égards », et ne joue des tours qu'à ceux qui lui manquent de respect,. Anatole Le Braz ajoute que des surnoms respectueux tels que nantrou (« monsieur ») ou Moestre Yan (« maître Jean ») lui sont donnés.
Les fions mènent une vie militaire en communauté avec les fées des houles, dont ils sont les serviteurs. Ils se rapprochent des jetins, autres lutins de Bretagne, dont ils sont les lointains cousins.

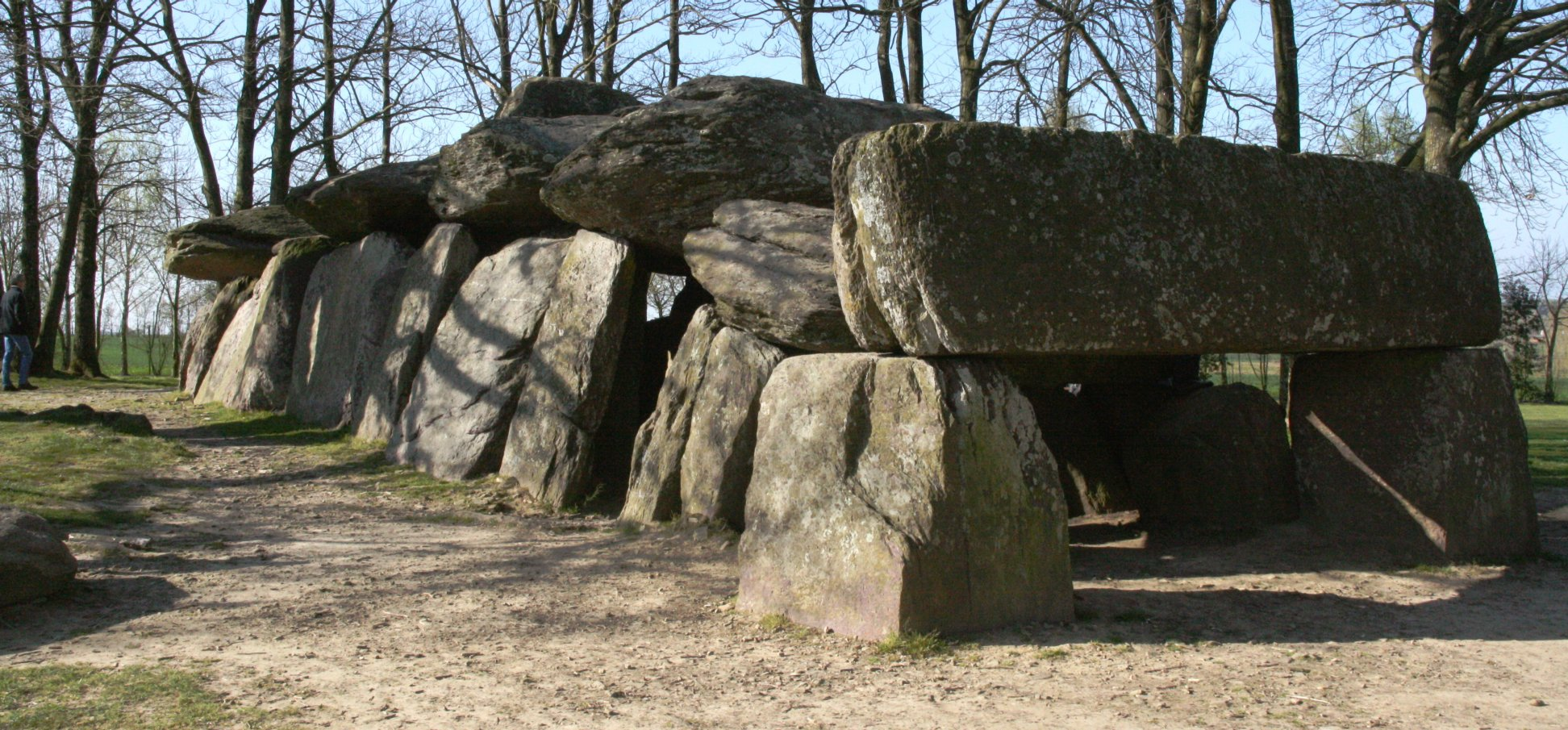
Bon nombre de korrigans sont censés vivre sous les tumuli et dolmens bretons, comme à La Roche-aux-Fées.

Sur l'île d'Yeu, les fras habiteraient le dolmen des « Petits-Fradets » et sèmeraient des herbes qui font parler les bêtes à minuit, croyance commune à toute la Bretagne. Collin de Plancy a rassemblé des témoignages concernant la disparition des boléguéans du tumulus de Saint-Nolff, où ils étaient autrefois des milliers : 

« Cette désertion des boléguéans est un malheur pour la commune. Du temps qu'ils vivaient ici, qu'ils nous parlaient (car ils parlent le langage du peuple chez lequel ils habitent), qu'ils nous conseillaient, nous étions heureux, tout nous prospérait. Avions-nous perdu quelque chose, un couteau, une pièce de monnaie, un bouton, il nous suffisait de dire : Boléguéan, j'ai perdu tel objet ; et le lendemain, au lever du jour, on était sûr de trouver l'objet sur le seuil de sa porte. Nous manquait-il un bœuf pour traîner notre charrue, les boléguéans, toujours bons et obligeants, se faisaient un plaisir de nous en prêter un ; seulement il fallait demander en détail les parties principales de l'animal ; si l'on oubliait soit la tête, soit les pieds, soit la queue, ils nous le prêtaient sans tête, sans pieds ou sans queue. [...] »

Les lutins bretons auraient été admis dans les églises de Basse-Bretagne, mais ils restent capables de malice, forçant ceux qui les croisent durant la nuit à danser jusqu'à épuisement, par exemple. Enfin, ils échangent les enfants des humains avec leur changeling. Un certain nombre d'entre eux sont aquatiques, tels les korandons de Bilfot, qui se promènent sur les falaises et ne parlent à personne. Ian an Ôd (Jean du rivage), Pautre Penn-er-Lo, le Begul an Aod ou encore le Colle Pohr-En-Dro sont plus dangereux, puisqu'ils imitent des personnes qui se noient pour attirer des humains dans l'eau, ou mettent des gens en confiance avant de les pousser à se noyer.

### En Wallonie et Champagne-Ardenne
Le nuton (ou lûton, nûton) des Ardennes franco-belges partage la même origine que le lutin, mais les grottes, cavernes et souterrains forment l'essentiel de son habitat selon le folklore local, à l’instar des nains du monde germanique. Il était jadis d'usage de leur déposer des objets endommagés le soir, avec un peu de nourriture, et la tradition veut qu'ils soient retrouvés réparés au matin. Si les croyances populaires ont largement reculé, les expressions demeurent, en général pour désigner la misanthropie ou, à Warmifontaine, la gourmandise. Les coings de Comblain-au-Pont sont nommés « pommes de nutons ». Des tours et des « trous de nutons » sont toujours visibles dans les toponymes belges, tout comme les « étrons de nuton », des blocs de pyrite dans l'entre-Sambre-et-Meuse,.
À Celles, non loin de Dinant, on retrouve une pierre votive vouée à une divinité populaire du nom de « NVTTO » dont elle est la seule évocation connue. Si sa dédicace demeure controversée, elle permet de risquer l’hypothèse que les nutons seraient en Ardenne belge liés à la mythologie populaire, et cela dès la période gallo-romaine. Le pays de Malmédy a pour sa part gardé la trace de très anciennes toponymies avec son trô dès dûhons (trou des duhons), dont l'étymologie est issue des duses. Ces créatures sont comparables aux nutons,,, tout comme le sottai, nommé sotê dans le pays de Liège, massotê à Grand-Halleux,, et sotrê dans les Vosges, ou encore le felteu, attesté dans un récit du Bassigny.
D'autres lutins sont plus effrayants, notamment les Annequins, qui se manifestent sous la forme de feux-follets, et les Pie-Pie-Van-Van ardennais. Le croqueur d'os, toujours dans les Ardennes, est un nécrophage repoussant qui vivrait sous les cimetières.

### En Franche-Comté, dans les Alpes et en Suisse

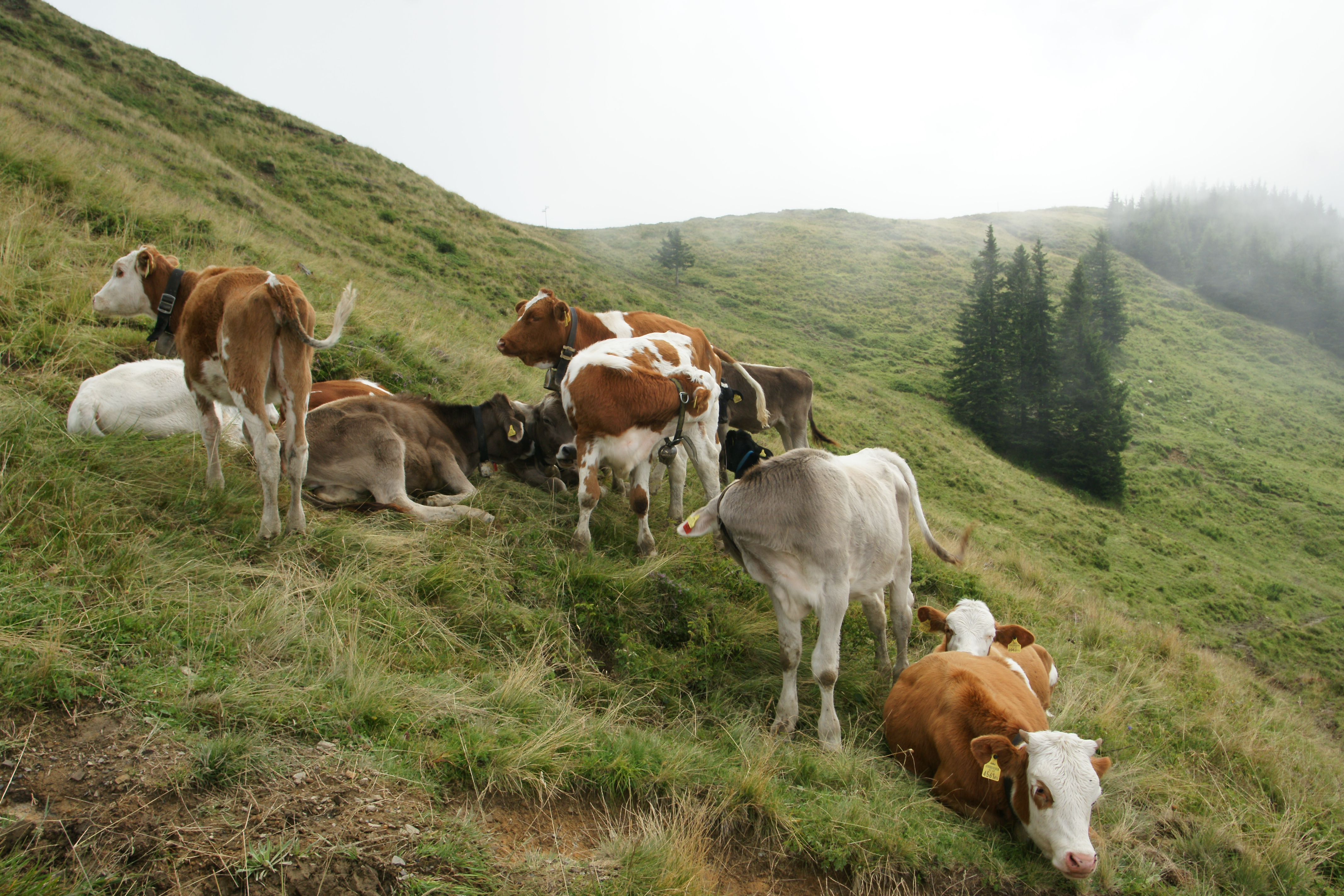
Le servan alpin et le donanadl tyrolien guideraient les troupeaux de bovins sur les chemins montagnards.

La croyance envers le servan (ou sarvan, sarvin, chervan en patois), est commune à toutes les Alpes, au Valais et au nord de l'Italie. Ce lutin bénéfique, protecteur du foyer et surtout du bétail qu'il guide en montagne, se voit encore offrir des libations de lait par les pasteurs au XIXe siècle. Les paysans lui donnent la première crème du matin pour se protéger de ses tours. Dans le Tyrol, un esprit servant très proche, de petite taille, d'apparence âgée et vêtu de guenilles, le donanadl, est réputé vivre près d'Hochfilzen et rendre de multiples services similaires. Les paysans le remercient en lui offrant de la nourriture dans les chalets. Le chablais connaît le chaufaton, un lutin domestique qui provoque les cauchemars. Dans le Jura, en Bourgogne et en Suisse romande, les contes mettent en scène des ioutons, fouletots et foultas,. Le iouton est connu pour se mettre en colère si les hommes oublient son bol de lait, d'après un témoignage collecté aux Planches-en-Montagne en 1852. Moins sympathique est le hutzêran du canton de Vaud, lutin hurleur qui fait tomber les branches et tourbillonner les feuilles.

### En Amérique du Nord, dont le Québec

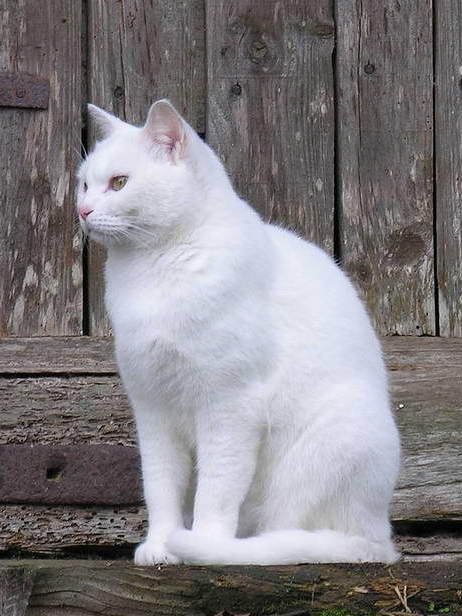
Au Québec, le lutin est associé au chat blanc.

La croyance envers les lutins a gagné l'Amérique du Nord avec les colons français, particulièrement la province de Québec, où ils prendraient la forme d'animaux (entre autres le chien et le lapin). Les chats blancs sont les plus réputés pour être des lutins, bien que tout animal vivant près des foyers humains puisse être considéré comme tel. Ils sont bons ou mauvais, leur est attribué le contrôle bénéfique de la météo et le rasage de la barbe du maître de maison avant qu'il ne s'éveille le dimanche, mais aussi, s'ils sont fâchés, son harcèlement à travers des tours tels que l'émoussage d'une faux et le remplissage des chaussures avec des cailloux. Ils détesteraient le sel, et éviteraient de le traverser s'ils en trouvent répandu au sol. Les lutins acadiens, québécois et ceux de Nouvelle-Angleterre partagent tous un lien avec les chevaux, mais une tradition importée d’Écosse ou d'Irlande est relevée à Kippens : celle de sortir avec du pain dans ses poches pour éviter leurs tours. Le folklore américain propre à Detroit connaît le nain rouge (en français dans le texte), originaire de Normandie.

### En Nouvelle-Calédonie
Les auteurs français qui étudient les traditions populaires de Nouvelle-Calédonie y mentionnent des lutins notamment dans les croyances des kanaks, pour qui la forêt est sacrée.

## Évolution des croyances
Les lutins sont connus à travers des contes et des récits populaires ou plus littéraires, mais ils font également l'objet de croyances quant à leur existence, depuis le Moyen Âge et à toutes les époques. Une importante évolution se produit dans la vision de ces créatures : le Neptunus aquatique primitif est vu comme un dangereux démon, mais le génie du foyer, très serviable bien qu'inconstant et susceptible, est l'archétype du lutin. Il « figure au nombre des démons païens que le christianisme se doit d'extirper », mais la croyance populaire perdure durant des siècles. De manière générale, les récits de lutins provoquent quatre types de réactions chez les personnes qui les connaissent : l'acceptation totale et le partage de la croyance, le refus pour des motifs rationnels mais l'acceptation pour des motifs émotionnels, la considération comme une source d'amusement destinée aux enfants, et enfin le rejet total, incluant la négation de toute connaissance des « anciennes traditions ». L'histoire des mutations culturelles inclut naturellement des phases de totale acceptation des croyances envers les lutins, et des phases de rejet.
Selon Claude Lecouteux, « Au Moyen Âge et à la Renaissance, la notion de génie domestique est bien vivante et on attribue donc aux follets et lutins la paternité des mauvais tours ; au XIXe siècle, les génies et lutins sont tombés dans le domaine de la légende et du conte, du moins en grande partie selon les régions ; on recourt donc à une autre explication, celle de la sorcellerie et du diable ».

### Moyen Âge
L'une des premières attestations de croyance envers les lutins est le fait de Burchard de Worms, qui vers 1007 parle des Pilosus et des Satyrus, sortes de génies domestiques qui apparaissent dans les caves des maisons, auxquels il est d'usage d'offrir des chaussures ou des arcs de petite taille. Il est probable qu'il a cherché à les nommer en latin, alors qu'ils portent un autre nom en langue vernaculaire.
En 1210, Gervais de Tilbury écrit dans Les Divertissements pour un empereur un chapitre titré « Des faunes et des satyres » qui forme le premier témoignage détaillé concernant le petit peuple médiéval. Il y parle de follets nommés nuitons en français et portuns en anglais, confondus sous sa plume avec les faunes, satyres et incubes. Ces êtres habitent avec les paysans fortunés dans leur demeure, et ne craignent ni l'eau bénite ni les exorcismes, ce qui les dissocie du Diable. Ils assistent « les gens simples des campagnes », et se chargent facilement et sans effort des travaux les plus rudes. Sans être nuisibles, il leur arrive de taquiner les habitants. Ils entrent dans les maisons la nuit dès que la porte est fermée, et se réunissent autour du feu pour manger des grenouilles grillées. Ils ont toutefois la vilaine habitude de s'agripper aux cavaliers anglais chevauchant de nuit, pour conduire leur monture dans les marécages, avant de s'enfuir en riant. L'insistance avec laquelle Gervais de Tilbury affirme que les nuitons sont généralement inoffensifs et ne craignent pas les objets religieux laisse à supposer que cette opinion ne devait pas être partagée à son époque. Il ajoute que les démons prennent l'apparence des « lares », soit des « esprits des maisons ».
La religion chrétienne a une influence non négligeable sur la perception des lutins. L’Église, toutefois, ne parvient pas à éradiquer ces créatures issues de la mentalité païenne, malgré ses efforts, ni la croyance selon laquelle les défunts se transforment en « esprits » puis continuent à se manifester. L'au-delà est « le refuge marginal d'où surgissent aussi bien des enfants verts que des nains, des génies maléfiques ou bénéfiques ». Claude Lecouteux rapporte un texte didactique du XVe siècle, selon lequel les gobelins, ou nuituns, seraient des Diables inoffensifs, créateurs d'illusions et de fantasmes, que Dieu laisse errer nuitamment. Pierre Dubois évoque l'abandon d'un monastère dominicain en 1402, à la suite de la présence d'un lutin en colère qu'aucune prière ne pouvait faire fuir.

### Temps modernes
Les croyances perdurent, puisqu'en 1586, Pierre Le Loyer parle des esprits follets ou lutins « qui font bruit et tintamarre dans les maisons particulières » en ajoutant que « ce n'est point une fable ». Un an plus tard, François Le Poulchre établit une sorte de classification élémentaire des lutins, en disant que les créatures liées au feu sont colériques et causent des misères aux hommes, tout comme celles de la terre et de l'eau. Seules celles de l'air sont d'après lui fréquentables « et prennent soin des biens » : il s'agit des génies domestiques. À la même époque, en Allemagne, le Hinzelmann, décrit comme un kobold mais possédant de nombreux traits du lutin français, est réputé faire grand tapage au château de Hudemühlen.
Plusieurs chroniques parlent d'un bail résilié au parlement de Bordeaux en 1595 à cause de lutins, une affaire similaire est évoquée en 1599 (à moins qu'il s'agisse de la même), mais le locataire est finalement débouté au motif qu'il existe une foule de moyens pour se débarrasser du petit peuple, et qu'il lui suffit de les employer. Pierre Dubois ajoute qu'une des voisines dit s'être retrouvée enceinte d'un lutin à la suite de l'affaire.
En 1615, un « lutin tapageur » se manifeste près de Valence dans le Dauphiné, tous les jours « sauf le dimanche et les jours de fête ». Il remplit une tapisserie de feuilles de choux, couvre le visage d'un potier de raclure d'étain, rit bruyamment et joue du fifre. Le seigneur de Valence parvient à le chasser en faisant venir six ou sept prêtres pour bénir la maison et l'exorciser. Une affaire similaire se déroule dans une maison à Rumilly en 1622, où une bande de lutins renverse la vaisselle et les livres, et jette des pierres sur les habitants. Un prêtre bénit les lieux et ils s'enfuient. Le dictionnaire de Furetière, dans son édition de 1690, dit que « lorsqu'une chose que l'on vient de manier disparaît de la maison, il faut que ce soit le lutin qui l'ait prise ». Il ajoute que ce dernier est une sorte de démon ou d'esprit follet, que l'on croit revenir dans les maisons pour y faire du désordre, des malices, ou de la peine.
En 1728, un Français de passage à Hechingen arrive dans la ville le jour où une ordonnance princière impose la chasse annuelle aux « esprits malfaisants de la maison ». Tous ces témoignages tendent à prouver que la croyance aux lutins est partagée tant par les gens simples que par les puissants et les érudits, même si elle connaît des exceptions : Jean de La Fontaine, bon connaisseur de ces croyances, situe l'origine des lutins dans le Mogol, par dérision sans doute.
Les premières arrivées de colons français dans l'île de Terre-Neuve ne sont pas datées avec précision mais remonteraient au XVIIIe siècle. Issus de plusieurs communautés françaises et notamment de Quimper en Bretagne, ils apportent avec eux leurs croyances envers les lutins, qui survivent jusqu'au début du XXe siècle dans le folklore populaire. Elles gagnent le Michigan où une population française s'est établie, donnant le personnage du nain rouge. Il semblerait que seules les personnes immigrées de la première génération croient réellement en ces personnages, leurs enfants n'en gardant que la connaissance.

### XIXesiècle

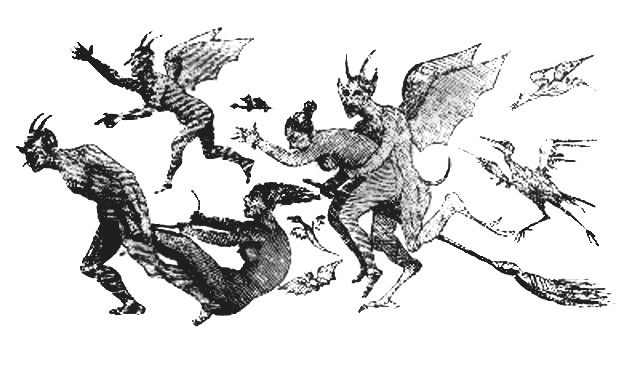
Illustration des farfadets vus par Alexis Vincent Charles Berbiguier de Terre-Neuve du Thym.

De nombreux érudits du XIXe siècle continuent de croire aux lutins, parmi lesquels Robert Louis Stevenson, qui affirme que les Brownies inspirent une partie de son travail, William Butler Yeats, qui s'intéresse également au spiritisme et aux phénomènes paranormaux, et peut-être Théodore Hersart de La Villemarqué, imprégné de la mentalité bretonne où la croyance envers le petit peuple est fortement ancrée. La relation avec les lutins n'est toutefois pas toujours simple, puisqu'en 1821, le sieur Berbiguier de Terre-Neuve publie à son compte Les farfadets ou Tous les démons ne sont pas de l'autre monde, dans lequel il détaille son obsession et son combat incessant contre des créatures démoniaques qu'il nomme les « farfadets », sortes de lutins maléfiques visibles de lui seul. Il est considéré comme un précurseur du fantastique, ou un archétype du fou littéraire.

#### Influence du spiritisme et de la théosophie
La popularité de la doctrine spirite et d'autres qui en sont dérivées, comme la théosophie, entraîne une nouvelle vision de ces êtres. Allan Kardec nomme « esprits légers » tous les « follets, lutins, gnomes et farfadets », ajoutant qu'ils sont « ignorants, malins, inconséquents et moqueurs »,. Dans son autobiographie, la médium Lucie Grange affirme qu'elle a un lutin domestique du nom d'Ersy Goymko dans son foyer, lequel ressemble à un jeune homme blond de 22 ans.

#### Collectages campagnards

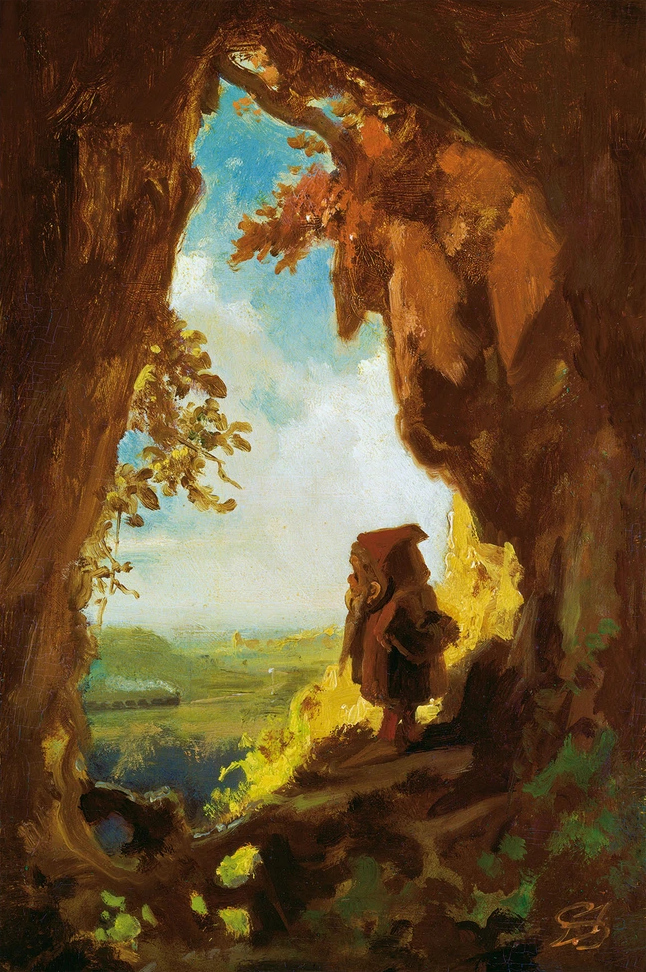
Gnome regardant le train, par Carl Spitzweg (1808–1885).

La plupart des nombreux témoignages recueillis au XIXe siècle concernent les campagnes, grâce notamment au travail de collectage effectué par les folkloristes.

« Moi, dit Kéradec, j'ai été longtemps sans croire aux revenants, aux lutins, aux fantômes et autres apparitions de tout genre dont on parle aux veillées d'hiver. Quand on racontait devant moi quelque histoire semblable, je haussais les épaules de pitié et me moquais de ceux qui y croyaient, et je disais : — Ah ! j'aurais bien voulu être là ! Qu'il m'arrive donc une bonne fois de voir un revenant, et il trouvera à qui parler, et je vous en donnerai des nouvelles ! Et autres vanteries semblables. Aujourd'hui je ne ris plus de ces récits ; je ne les crois pas tous — il s'en faut mais je me donne bien de garde de me moquer de ceux qui y croient, et si j'ai changé à cet égard, c'est que j'ai eu d'excellentes raisons pour cela : j'ai entendu, j'ai vu. »

— Traditions populaires des bretons : la veillée de Noël.
En 1857, Alfred Fouquet révèle des récits populaires du Morbihan. À Saint-Marcel, des lutins sortis des « grottes druidiques » troublent les voyageurs, les paysans et les bergers dès la nuit tombée par « mille clameurs confuses, mille notes aiguës, murmurées ou chantées », et les égarent jusqu'au lever du jour. 
Deux vieilles filles que les lutins tourmentent chaque nuit résident dans une petite chaumière, non loin. Un jour, elles passent leur demeure à l'eau bénite. Les lutins grimpent sur le toit en gazon, et en jettent par la cheminée afin d'atteindre le lit et de chanter « Tout n'est pas bénit !... tout n'est pas bénit !... tout n'est pas bénit ! ». Le château de Callac abritait jadis, dit-il, un lutin qui « lutinait » une vieille femme. Quand elle s'endormait en filant sa quenouille, il « roulait de grosses boules dans la pièce supérieure, brouillait son fil, poussait au feu son fuseau, flambait sa filasse à la chandelle de résine, mettait force sel dans sa soupe de lait, dérangeait sa coiffe à pignon, nouait ses cheveux, ou lui traçait au charbon de belles moustaches noires ». Un soir où il lui rit au nez en lui passant au cou un grand trépied de fer, la vieille jura de s'en débarrasser et plaça derrière la porte de sa cuisine une grande jatte remplie de mil. Le lutin la renversa et fut forcé de le ramasser jusqu'au chant du coq. Furieux, il ne reparut plus jamais.
En Picardie, Henry Carnoy collecte la littérature orale à partir de 1879, dont une partie a pour thématique Les lutins. Paul Sébillot, auteur du Folklore de France écrit à l'arrivée du XXe siècle une œuvre immense dans laquelle les lutins sont présents partout : « dans les bois, les eaux, les grottes et les maisons ».
Lors de ses collectages en Bretagne, Anatole Le Braz rassemble lui aussi des témoignages, à une époque où chaque maison « a son lutin ».

### XXeetXXIesiècles
« J'aime mieux croire aux lutins qu'à vos cryptogames. Les lutins, au moins, on les a vus. »

— Charles Le Goffic, L'âme bretonne

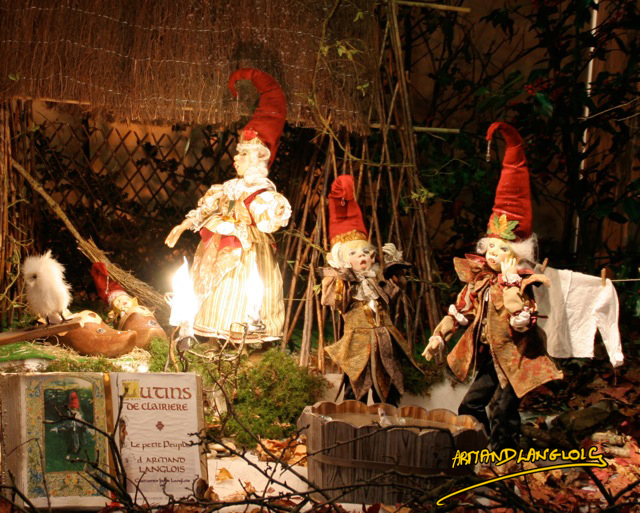
Scène animée de lutins automates créée par Armand et Janie Langlois.

Les croyances perdurent dans les campagnes au début du XXe siècle, approximativement jusqu'à la Première Guerre mondiale en France, et jusqu'aux années 1920 pour le Québec. Léon Le Berre décrit dans son ouvrage Bretagne d'hier les veillées de sa jeunesse, lorsque les paysans se livrent mutuellement des preuves de l'existence des lutins. Dans les années 1970, Albert Doppagne recueille le témoignage d'une femme wallonne de 60 ans qui affirme avoir vu les nutons courir sur l'appui de fenêtre de sa maison. En Savoie à la même époque, la croyance envers le servan est presque aussi répandue que celle relative aux fées.
Le XXe siècle correspond néanmoins à une très forte réduction de ces croyances populaires. Les traditions telles que le bol de lait offert à l'intention des petits êtres du foyer disparaissent. D'après Hervé Thiry-Duval, l’industrialisation va de pair avec la disparition des veillées paysannes où les conteurs transmettaient ces histoires, ce qui empêche la diffusion des légendes du petit peuple. Il s'ensuit « une assez longue période où les gens montrent même comme une espèce de honte vis-à-vis de ce passé rustique ». Durant toutes ces années, l'image de ces petites créatures perdure toutefois à travers les nains de jardin.
Les adolescents et les jeunes s'intéressent beaucoup plus aux extraterrestres et aux phénomènes liés aux OVNIS qu'aux lutins de leurs parents et grands-parents. En 1980, le folkloriste Gary Reginald Butler collecte des informations sur les lutins à Terre-Neuve, et n'obtient pour réponse des habitants qu'un vague souvenir d'avoir entendu ce mot durant leur jeunesse : il en conclut que la croyance est arrivée « à son stade final de disparition », et que les lutins québécois ne sont plus connus que « des gens les plus âgés ». Il relève une confusion quant à la nature de ces êtres, et en conclut que la culture télévisuelle des années 1980 affecte les dernières croyances populaires en donnant aux lutins une origine extraterrestre.
Dans les années 1950, le folkloriste Claude Seignolle collecte des traditions populaires comportant des histoires de lutins, mais c'est surtout le travail de Pierre Dubois qui remet le petit peuple à l'honneur en France. Constatant la disparition des récits et des croyances, il entreprend un vaste travail de collectage et de diffusion à la fin du XXe siècle, affirmant lui-même « croire aux fées, aux lutins et aux fantômes ». Désormais, en France, les personnes qui croient réellement en l'existence des lutins sont extrêmement rares. Blaise Amir-Tahmasseb prend cette croyance en exemple pour expliquer l'importance du doute et de l'esprit critique : la plupart des Français n'ont pas plus de preuve de l'existence des atomes ou de la rondeur de la Terre qu'ils n'en ont des lutins, mais ils tendent à accepter l'existence des deux premiers et à réfuter celle des lutins, en s'en remettant à différentes autorités et à l'opinion générale, qui est que les lutins n'existent pas.
Lynette : Je connais quelqu'un, qui connaît quelqu'un, qui connaît un lutin. Si l'un de vous fait une seule bêtise, je vous préviens que j'appelle le Père Noël illico pour lui dire que vous voulez des claques pour Noël. Vous allez prendre ce risque ?
Désormais, les lutins sont vus comme les employés du Père Noël, pour lequel ils fabriquent des jouets, se rapprochant ainsi de la version moderne du nisse scandinave. « Esprits follets et espiègles indissociables de la nature », ils représentent « l'esprit de Noël », époque où les contes et les histoires du petit peuple « foisonnent ».

## Psychanalyse et symbolique des lutins

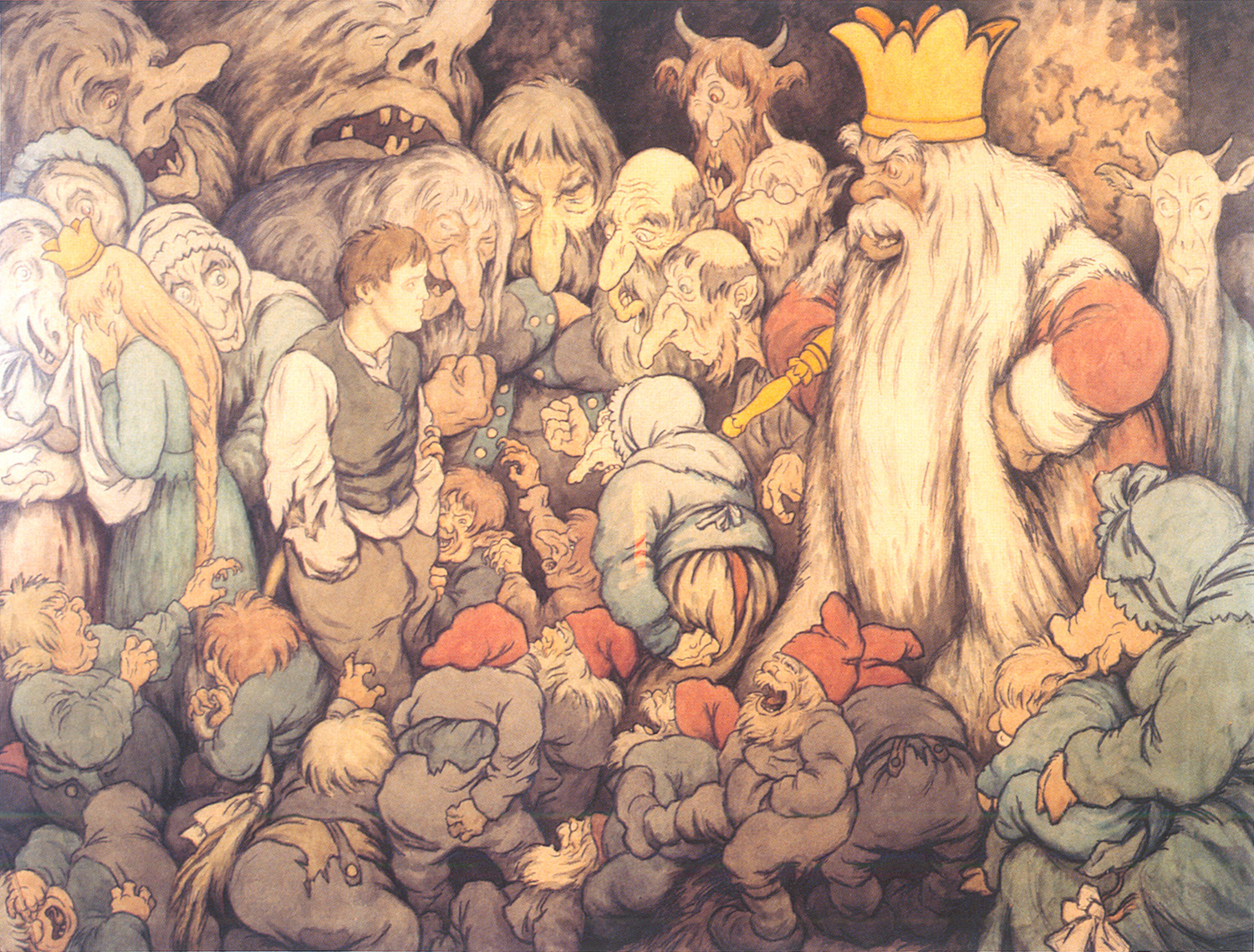
Scène de Peer Gynt par Theodor Kittelsen (1913). La pièce de théâtre d'Ibsen met en scène de nombreux lutins qui conduisent le personnage principal à découvrir sa vérité intérieure.

Pour le psychanalyste Carl Gustav Jung, Les gnomes et lutins sont des dieux nains « chthoniens », des homoncules comme les Cabires, et un symbole des « forces créatrices infantiles » qui « aspirent éternellement à passer des profondeurs vers les hauteurs ». Ils possèdent de nombreux traits psychologiques propres aux enfants, se montrant alternativement joueurs, sages ou cruels. Selon la psychologie analytique, ils sont l'une des manifestations symboliques de l'archétype de l'enfant intérieur (ou puer aeternus : « enfant éternel » en latin), la part enfantine qui existe en chaque adulte, quel que soit son sexe. Lorsqu'il représente également le développement harmonieux et spontané de la psyché, l'enfant intérieur est le germe de la totalité psychique.
Les personnages de lutins peuvent personnifier la part d'ombre qui continue de vivre sous la personnalité consciente et dominante. L'une de ces manifestations est le Fripon divin (ou trickster dans la culture des Indiens des Amériques, Kokopelli chez les Amérindiens). C'est dans Le Fripon divin : un mythe indien, écrit en collaboration avec l'anthropologue américain Paul Radin et le mythologue hongrois Károly Kerényi, que le psychiatre suisse Carl Gustav Jung étudie la symbolique du trickster, le mettant en relation avec des mythes du monde entier. Dans Introduction à l'essence de la mythologie (1968), les trois hommes étudient les variations de l'archétype du Fripon divin dans la mythologie, les arts et la littérature. Paul Radin le définit comme l'un des mythes centraux de l'humanité : « Il n'est guère de mythe aussi répandu dans le monde entier que celui que l'on connaît sous le nom de « mythe du Fripon » dont nous nous occuperons ici. Il y a peu de mythes dont nous puissions affirmer avec autant d'assurance qu'ils appartiennent aux plus anciens modes d'expression de l'humanité ; peu d'autres mythes ont conservé leur contenu originel de façon aussi inchangée. (...) Il est manifeste que nous nous trouvons ici en présence d'une figure et d'un thème, ou de divers thèmes, doués d'un charme particulier et durable et qui exercent une force d'attraction peu ordinaire sur l'humanité depuis les débuts de la civilisation ».

## Histoire littéraire et représentations dans les arts
Malgré la fixation du mot luiton aux XIIe et XIIIe siècles, ces personnages sont beaucoup plus rares dans les récits que ne peuvent l'être les fées ou les magiciens. Il faut attendre le renouvellement de la chanson de gestes, inspirée par le cycle arthurien, pour qu'ils prennent une place plus importante, et exercent une véritable fascination.
Un certain nombre de personnages médiévaux présentés comme des nains ont les caractéristiques du lutin : c'est le cas de Tronc dans Ysaÿe le Triste, qui joue des farces en bondissant en selle derrière les cavaliers ennemis. Les caractéristiques du lutin originel tendent toutefois à s'effacer sous la plume des auteurs médiévaux, puisqu'ils se mettent au service des nobles et des chevaliers pour devenir les nains du roman arthurien, et changent de régime alimentaire.

### Malabron
Malabron, issu de la chanson de Gaufrey et de Huon de Bordeaux, est « semblable à un nuiton » qui nage plus vite que le saumon. Il est capable de prendre l'apparence d'un poisson à volonté, grâce à une peau dont il se revêt, et de se rendre invisible avec une cape. Il se change aussi en bœuf ou en cheval. Effrayant, il est couvert de fourrure, bossu, doté d'yeux rouges et de dents pointues. Contrairement au « roi de féerie » Aubéron, il ne semble pas issu de la tradition celtique.

### Zéphyr
Zéphyr (ou Zéphir), personnage du roman de Perceforest au XIVe siècle, est la première « image accomplie du lutin » selon Claude Lecouteux, Christine Ferlampin-Acher précisant qu'il est issu de « données folkloriques et littéraires » : présenté comme un ange déchu, à la fois « bon et cruel, pitoyable et effrayant, facétieux », au début du roman, il joue des tours en prenant la forme de chevaux, d'oiseaux et de cerfs, en se cachant dans des cadavres et en lançant des enchantements pour tromper les gens. Il ne sort que la nuit et habite la boue, la vase et les eaux sales. Christianisé, il se repentit en punissant les hommes malfaisants, et en devenant le protecteur de Troïlus,.

### DuXVIeauXXesiècle

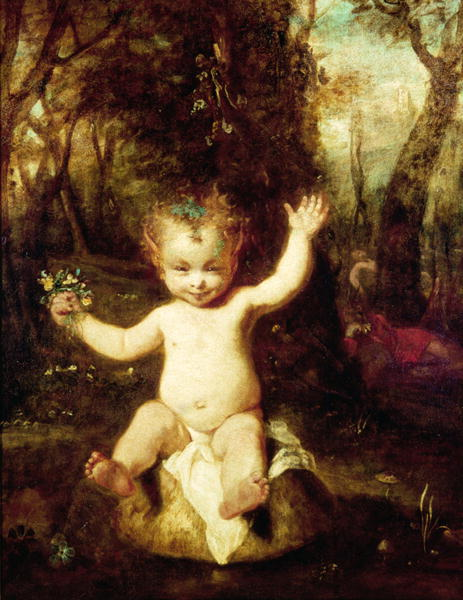
Puck vu par Sir Joshua Reynolds, 1789

Le personnage de Puck, présenté comme un sylphe ou un elfe (elf) dans la version originale du Songe d'une nuit d'été de William Shakespeare, est souvent désigné comme un lutin dans les traductions françaises. Farceur et doté du pouvoir de commander aux éléments, il est très largement issu du folklore populaire des îles britanniques.
La littérature française fait régulièrement référence au lutin, entre autres dans Pantagruel de Rabelais en 1532, chez Étienne Pasquier en 1586 et chez Montesquieu en 1734.

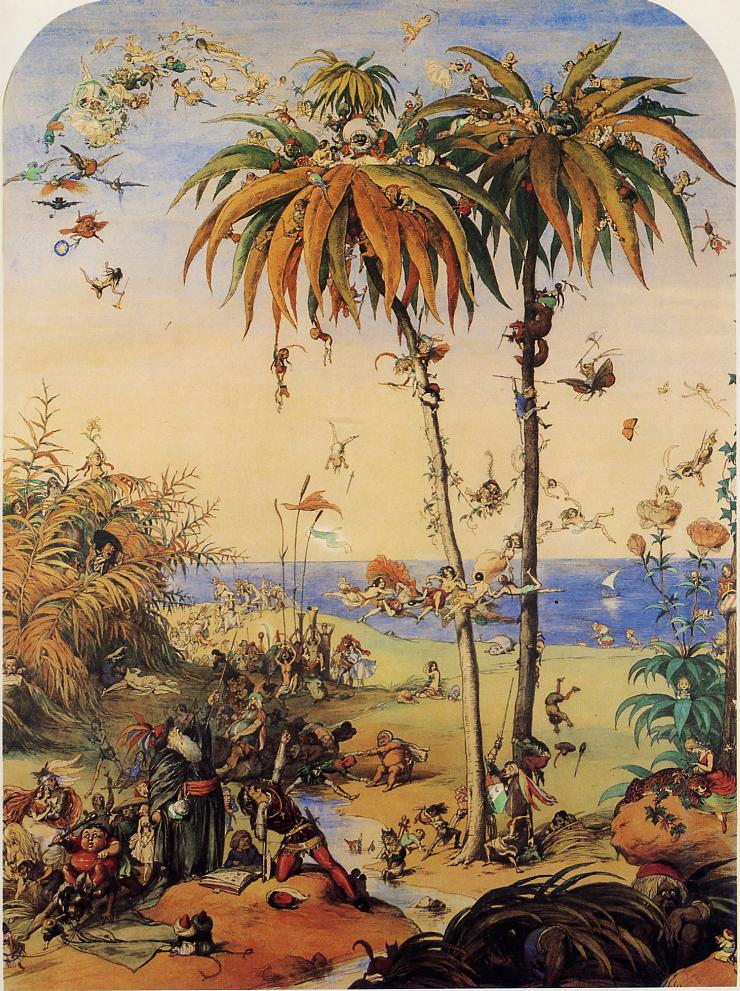
The enchanted fairy tree, par Richard Doyle, vers 1870.

En Italie, le personnage d'Arlequin, présent dans la commedia dell'arte à partir du XVIe siècle, est probablement issu d'Hellequin, qui lui-même partage des points communs avec le lutin, comme sa capacité à se rendre invisible et son habitude de jouer des tours aux cavaliers. Arlequin transforme d'ailleurs tous les meubles en lutins dans Les Bains de la Porte Saint-Bernard, une pièce de théâtre du XVIIe siècle. Claude Lecouteux suppose que cette pièce « fait la somme de tous les êtres de la mythologie populaire encore suffisamment connus pour être parlants » :
Perturbateurs de l'univers

Qui faites votre délice

De mettre tout à l'envers ;

Esprits enclins à la malice,
— Les Bains de la Porte Saint-Bernard, Scène VI
Madame d'Aulnoy écrit Le Prince Lutin, où le jeune Léandre est changé en lutin par la fée Gentille, et se voit remettre un chapeau qui le rend invisible. Le personnage du lutin est ici beaucoup plus pudique que ceux du folklore.
Sans faire explicitement référence aux lutins français, Walter Scott, figure majeure du romantisme anglais, remet au goût du jour le folklore de l'Écosse à travers des œuvres comme les Chants populaires de la frontière écossaise, son ouvrage de recherche sur la démonologie, et ses romans évoquant plus d'une fois le petit peuple et les Brownies. En France, le rationalisme et l'héritage du siècle des Lumières font que les contes et traditions sont peu mis en avant au début du XIXe siècle, le romantique Charles Nodier étant l'un des premiers à publier ce type d'histoire, avec Trilby ou le lutin d’Argail en juillet 1822, qui est plus tard adapté en vaudeville par Eugène Scribe et Pierre-Frédéric-Adolphe Carmouche.
Tous les lutins que les sorciers honorent

Dans les livres sont très-connus;

Approche-t-on, soudain ils s'évaporent;

Veut-on les voir ? Il n'en existe plus.

Des curieux ils craignent la présence....
— Eugène Scribe et Pierre-Frédéric-Adolphe Carmouche, Trilby ou le lutin d’Argail, Scène XV
Le conte de Grimm en allemand Die Wichtelmänner, paru en 1812, est traduit en français par Les Lutins. En 1863, Édouard Cazeneuve publie un concert nommé Les esprits follets et en 1880, l'opéra de Paris joue La Korrigane de Charles-Marie Widor et François Coppée.
Une très ancienne danse scandinave nommée chorea elvarum (littéralement « danse des elfes » en latin) est adaptée au piano par Henri Celot en 1875, sous le nom de « danse des lutins ».

### Depuis leXXesiècle
En 1906 et 1907, le tomte (traduit par « elfe » ou par « lutin » en français) qui réduit Nils Holgersson à sa taille dans Le Merveilleux Voyage de Nils Holgersson à travers la Suède, « l'un des plus grands livres pour enfants de la littérature mondiale », popularise largement le petit peuple en étant traduit « dans toutes les langues du monde ou à peu près ». Les Schtroumpfs, créés par le dessinateur belge Peyo en 1958, sont souvent nommés les « petits lutins bleus ». Ainsi leur bonnet, au départ pointu, fait référence à un attribut couramment associé aux lutins. En 1985, Ridley Scott réalise le film de féerie Legend, dont le lutin Gump est l'un des personnages en version française.
En Belgique dès les années 1970, Albert Doppagne s'intéresse plusieurs fois aux nutons et en France, Claude Lecouteux, professeur de la Sorbonne bien connu pour sa spécialisation dans les fantômes, démons et génies du Moyen Âge, publie régulièrement au sujet des lutins depuis 1988. En 1998, un organisme nommé les Lutins du court métrage est créé en France pour promouvoir les films courts.
La série télévisée néerlandaise pour enfants Kabouter Plop, dont le personnage central éponyme, un kabouter connu depuis 1997, a donné naissance à quatre parcs à thème, a fait son apparition le 17 février 2007 en Belgique francophone, sous le titre Lutin Plop.
Dans les pays anglo-saxons, l'« effet Tolkien » des années 1970 correspond à la naissance du jeu de rôle et à « un retour en force des fées et des lutins, fers de lance inattendus de la contre-culture ». Il faut attendre la fin des années 1990 pour observer le même phénomène dans les pays francophones, grâce entre autres au succès des ouvrages de Pierre Dubois. Plusieurs films mettent en scène les lutins du père Noël, parmi lesquels Elfe (Elf en anglais, Le Lutin au Québec) en 2003, et le court-métrage d'animation des studios Disney Lutins d'élite, mission Noël fin 2009.
Le plasticien Armand Langlois a créé une grande scène animée où cohabitent des trolls, des korrigans, des elfes entourés de menhirs d'arbres et de ruines. Leur histoire est gravée sur de grandes pierres et ces textes développent l'idée que le petit peuple contribue à la bonne marche de la nature.

#### Pierre Dubois

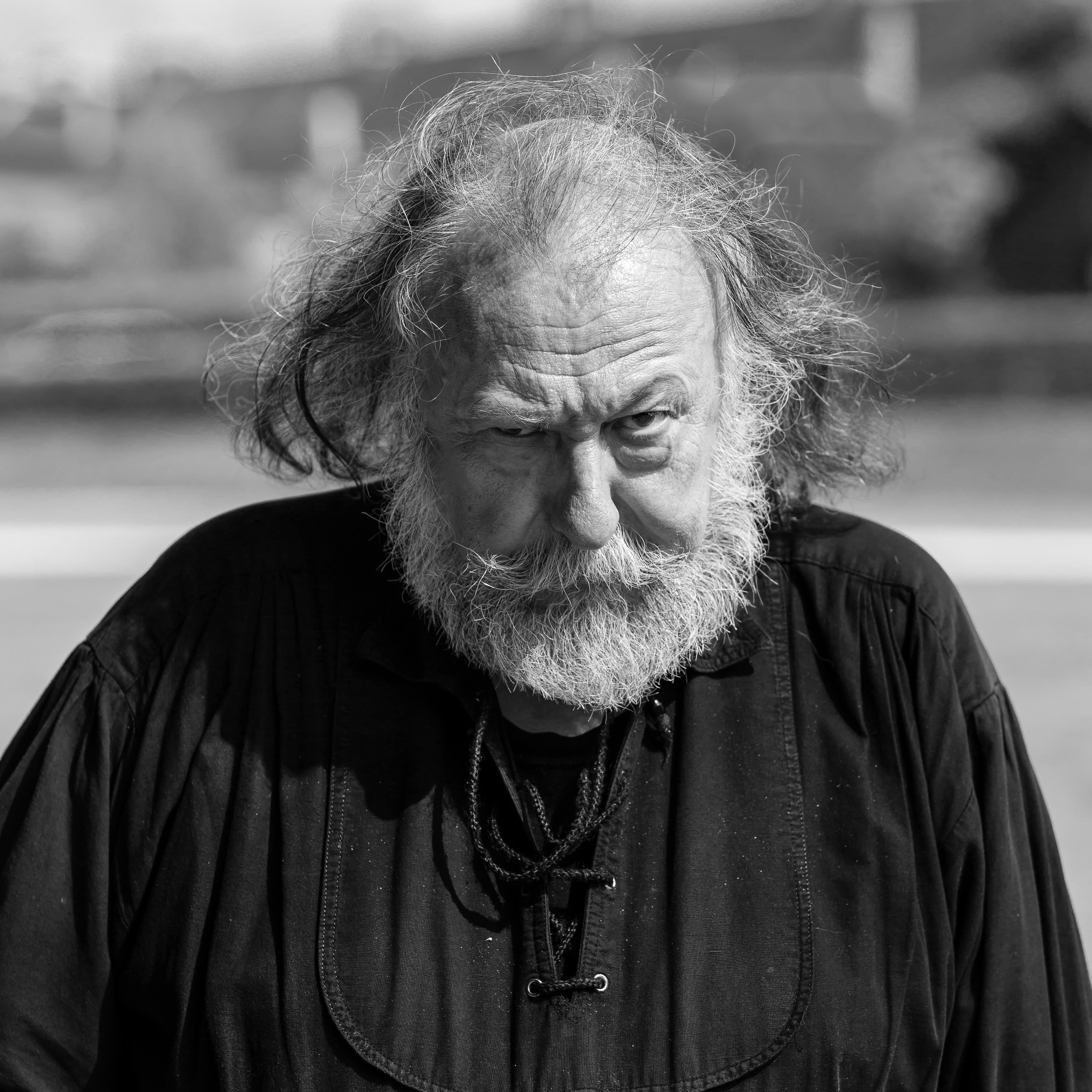
Pierre Dubois aux rencontres de l'imaginaire de Brocéliande à Paimpont, juillet 2013.

Pierre Dubois est à l'origine « du retour du petit peuple et du réveil des fées en France » grâce à ses nombreuses interventions (conférences, radio, télévision...) sur le sujet, et à ses écrits. Son Grand Fabulaire du petit peuple, des fiches illustrées avec René Hausman au dessin, paraît dans Spirou en 1984, mais c'est surtout La Grande Encyclopédie des lutins, parue en 1992 chez Hoëbeke, qui connaît un succès certain, vendue à 80 000 ou 90 000 exemplaires en France, elle obtient le prix du livre des Arts de la société des gens de lettres le 25 mai 1993 et attire l'attention de Bernard Pivot. Cette encyclopédie, première du genre en français, est traduite dans de nombreuses langues, dont le japonais, et rééditée. Pierre Dubois est publié dans plusieurs pays et met souvent les lutins au centre de son œuvre, avec Laïyna en 1987 et 1988, L'Agenda des lutins en 1993, Les Lutins entre 1993 et 1997, Les Contes du petit peuple en 1997, Le Grimoire du petit peuple en 2004 et 2005, et La légende du Changeling de 2008 à 2012. Le héros du Changeling, Scrubby, est un lutin échangé à la naissance contre un bébé humain.

#### Édition et illustration depuis les années 2000

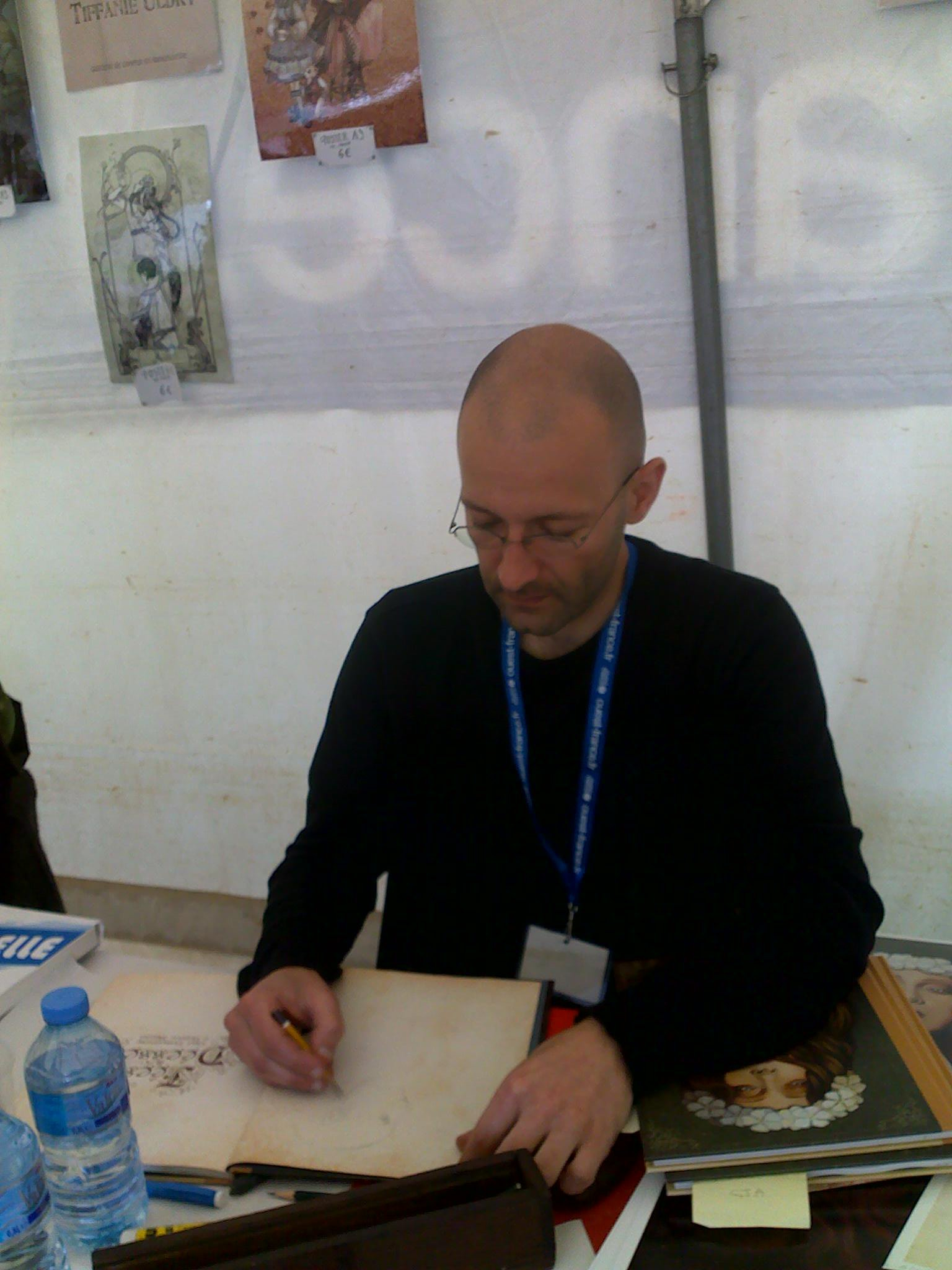
Erlé Ferronnière a eu l'occasion de dessiner des lutins pour l'ouvrage Halloween: sorcières, lutins, fantômes et autres croquemitaines

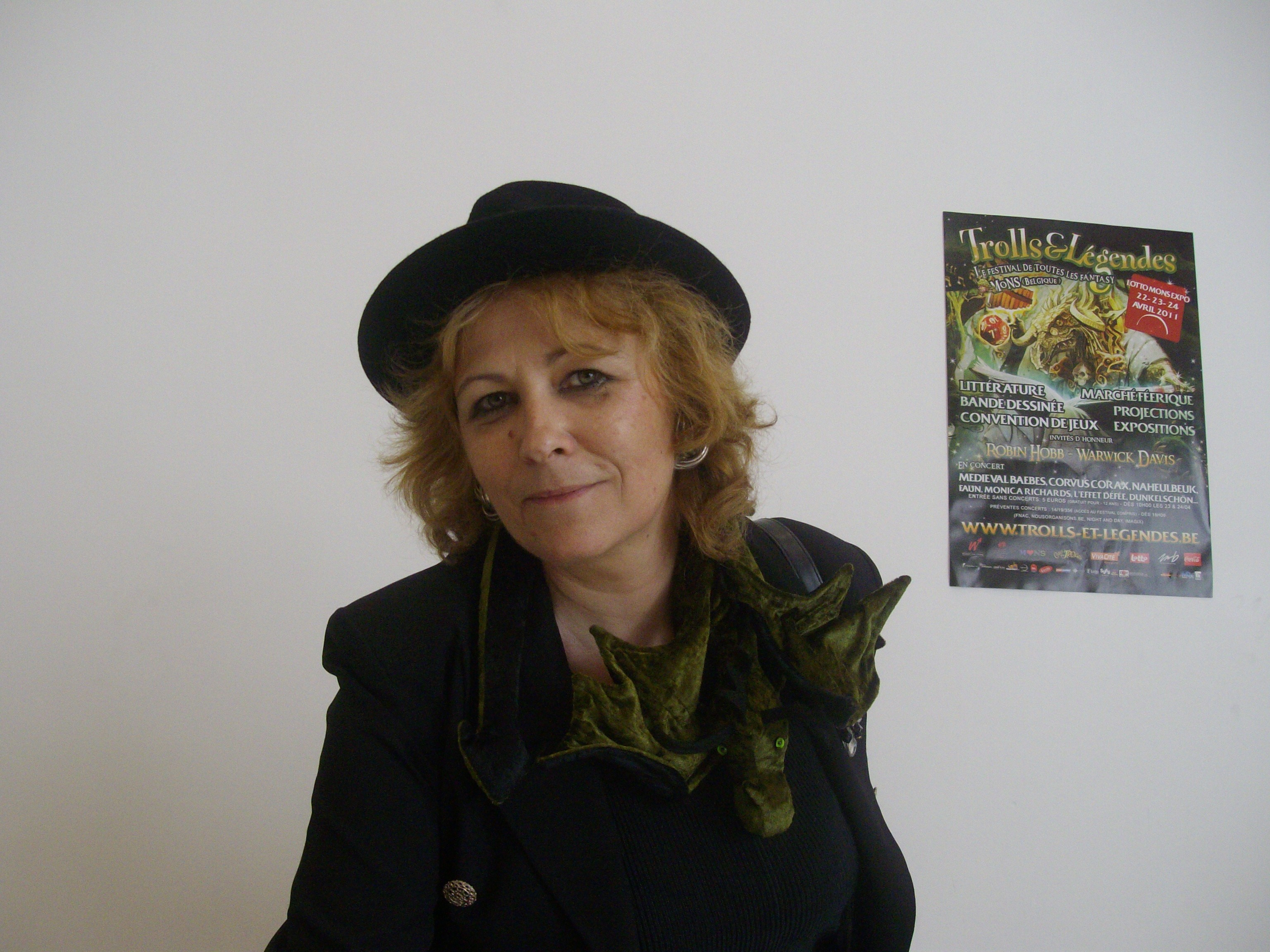
Marie-Charlotte Delmas au festival Trolls et Légendes de Mons, le 24 avril 2011

Bon nombre d'ouvrages ayant pour thème le petit peuple sont parus depuis les années 2000 : Hervé Thiry-Duval publie un « guide d'élevage des lutins » en 2005, Marie-Charlotte Delmas Fées et lutins : les esprits de la nature en 2006, Édouard Brasey Le petit livre des lutins et La petite encyclopédie du merveilleux en 2008, entre autres. Des anthologies thématiques de contes et de légendes sont rassemblées, Lutins et lutines par Françoise Morvan en 2002, et Nos bons voisins les lutins par Claude Lecouteux en 2010.
Parallèlement, de nouvelles études et des travaux universitaires apparaissent sur le sujet. Claude Lecouteux continue à travailler sur ses thématiques, et Françoise Morvan consacre une thèse entière aux lutins bretons en 2005. Christine Ferlampin-Acher s'y intéresse également.
Des dessinateurs illustrent le petit peuple, à la suite des Anglais Brian Froud et Alan Lee. Au Bord des Continents publie en 1996 le Carnet de Route d'un Chasseur de Lutins de Laurent Lefeuvre, influencé par une rencontre avec Pierre Dubois vers 1993. Il travaille ensuite sur une série d'ouvrages à propos de lutins aux éditions P'tit Louis. Au Bord des Continents a publié en 2009 Le Guide du Lutin Voyageur, et révélé Jean-Baptiste Monge, avant qu'il ne s'établisse à son compte puis crée en 2010 une marque avec le lutin M. Dumblebee. Pascal Moguérou se spécialise dans les korrigans, thème qu'illustre par ailleurs un collectif dans Les Contes du Korrigan. Erlé Ferronnière, Brucero, Godo ou encore Jim Colorex, passionnés par la féerie, représentent des lutins à l'occasion.